# Charles X
Pour les articles homonymes, voir le roi de Suède Charles X Gustave et le cardinal Charles de Bourbon.
Charles-Philippe de France, comte d'Artois, né le 9 octobre 1757 au château de Versailles (France) et mort le 6 novembre 1836 à Görtz (Autriche), est roi de France et de Navarre de septembre 1824 à août 1830, sous le nom de Charles X. Il est le dernier Bourbon de la branche aînée à avoir régné.
Issu de la maison capétienne de Bourbon, il est le septième enfant et cinquième fils du dauphin Louis et de la dauphine, née Marie-Josèphe de Saxe. Il est le dernier petit-fils de Louis XV et de Marie Leszczynska et succède à ses deux frères Louis XVI et Louis XVIII comme roi de France.
Attaché aux conceptions et valeurs de l'Ancien Régime, chef de file des ultraroyalistes sous Louis XVIII, il tente d'incarner la continuité de l'État et de la monarchie après la période révolutionnaire. À son avènement, sa priorité est de conserver la charte constitutionnelle octroyée par son frère dix ans plus tôt. Il renoue avec la tradition du sacre en 1825.
Très pieux et adhérant aux concepts sociaux du christianisme, il est confronté à plusieurs blocages parlementaires après la démission du président du Conseil Villèle, en 1827. Souffrant de sa réputation d’« ultra » et tentant de se passer de l'accord parlementaire avec des ordonnances, il est populaire parmi les paysans et opposants à la Première République — des insurrections royalistes éclatent durant son règne — tout en étant moqué et critiqué, en particulier à Paris.
Son règne est pour la France une période de stabilité politique et de prospérité économique, qui, en matière de politique extérieure, voit le retour de la France dans le concert des grandes puissances. Il est notamment marqué par la loi d'indemnisation des émigrés, ainsi que par les expéditions françaises en Grèce (1828) et en Algérie (1830).
À l’issue d’une nouvelle révolution parisienne, qualifiée de « Trois Glorieuses », il abdique en faveur de son petit-fils Henri d'Artois, mais Louis-Philippe d’Orléans n'accède pas à ses demandes et accepte le titre de « roi des Français », proposé par les députés et les pairs. Avec sa famille, Charles X — qui est le dernier monarque à avoir porté le titre de « roi de France » — part dans la foulée en exil, où il meurt des suites du choléra.

## Situation personnelle

### Origines, baptême, éducation

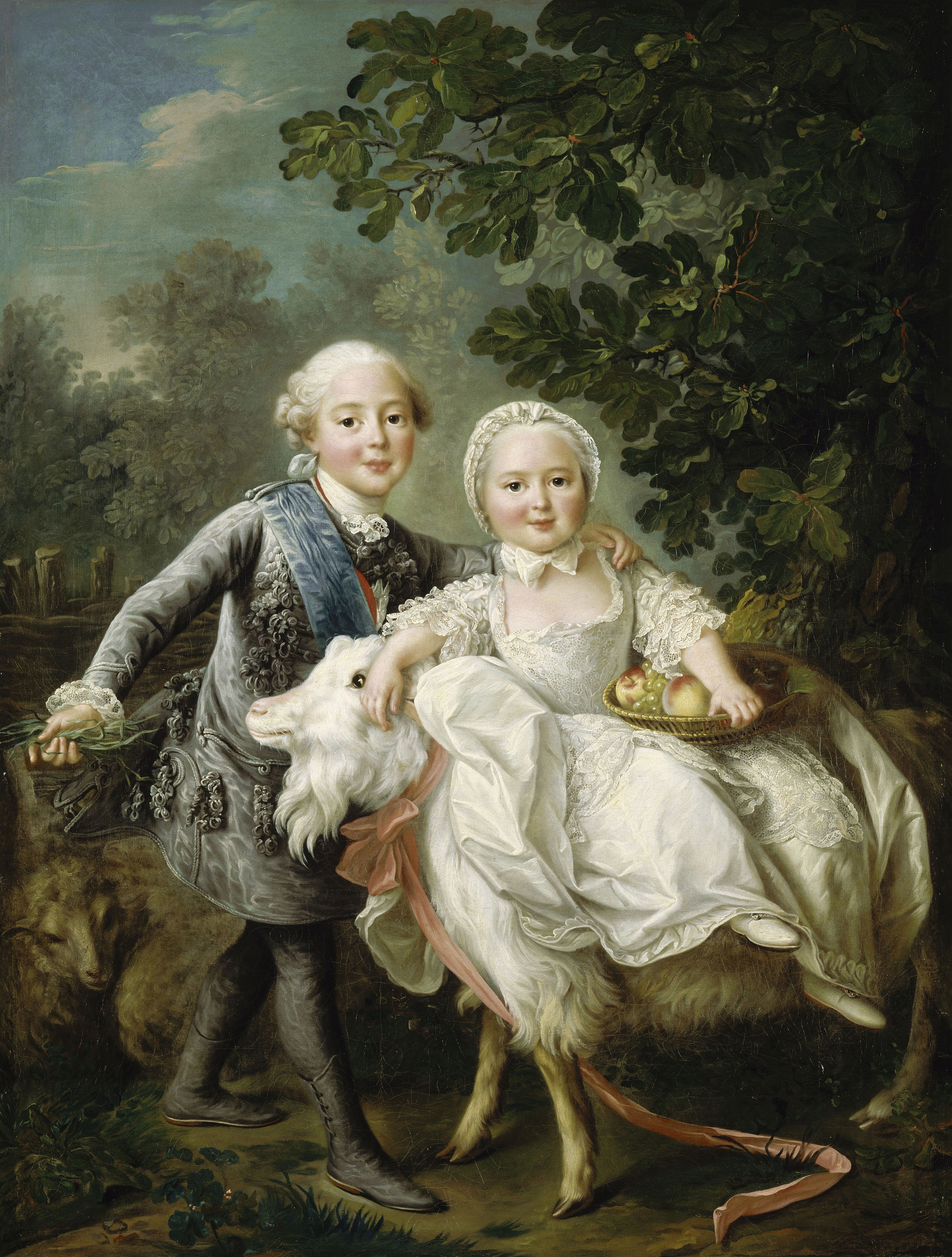
Charles-Philippe, comte d'Artois, et sa sœur Clotilde de France, 1763, par Drouais.

Petit-fils de Louis XV, roi de France et de Navarre, Charles-Philippe est le cinquième fils du dauphin Louis et de son épouse, la dauphine Marie-Josèphe de Saxe. Charles est ondoyé le 9 octobre 1757, jour de sa naissance, par l'abbé de Bouillé, doyen des comtes de Lyon.
À sa naissance, il est au cinquième rang dans la succession au trône de France après son père, le dauphin et ses frères, le duc de Bourgogne, le duc de Berry (futur Louis XVI) et le comte de Provence (futur Louis XVIII). Deux filles le suivront : Marie-Adélaïde-Clotilde, future reine de Sardaigne, et Élisabeth, victime de la terreur révolutionnaire. Son frère Xavier-Marie, duc d'Aquitaine, est mort au berceau en 1754.

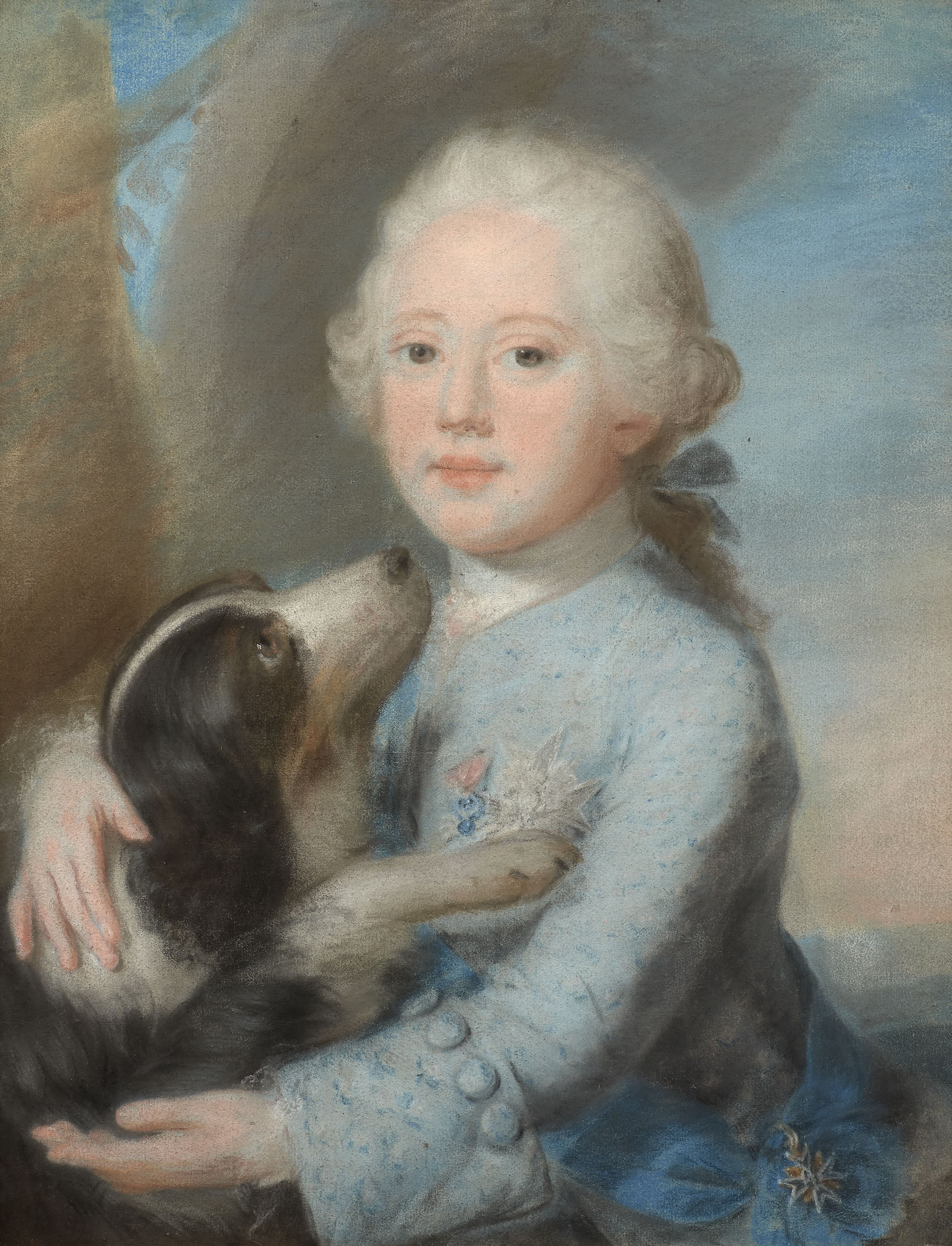
Charles-Philippe, comte d'Artois, avec son chien par Catherine Read, 1764.

Le petit prince est d'abord titré comte d'Artois, en mémoire de Robert de France, comte d'Artois, frère de Saint Louis, mais le choix de ce titre serait également lié aux conséquences de la tentative d'assassinat menée par Damiens contre Louis XV. Damiens était né près d’Arras, dans l’Artois. Il fut donc décidé de lui donner le titre de comte d’Artois pour faire savoir aux habitants qu’on ne leur tiendrait pas rigueur de l’incident. Le comte d'Artois se vit attribuer pour armes de France à la bordure crénelée de gueules,.
Le petit prince grandit dans une cour en deuil. En effet, l'année 1759 inaugure une décennie de décès pour la maison royale de France. La duchesse de Parme, fille aînée du roi, meurt à Versailles. En mars 1761, le duc de Bourgogne, âgé de 9 ans, meurt après une chute. En 1763 vient le tour de leur grand-père le roi de Pologne, également électeur de Saxe, suivi de peu par l'archiduchesse Marie-Isabelle après avoir donné le jour à une fille qui ne survit pas. En 1765, le duc de Parme et le dauphin meurent, suivis en 1766 par leur arrière-grand-père le roi Stanislas, en 1767 par la dauphine et en 1768 par la reine.
L'enfant est baptisé le 19 octobre 1761, le lendemain du baptême du futur Louis XVI et du futur Louis XVIII, avec les prénoms Charles Philippe par l'archevêque Charles Antoine de La Roche-Aymon dans la chapelle royale du château de Versailles, en présence de Jean-François Allart, curé de l'église Notre-Dame de Versailles. Sa marraine est sa tante Madame Sophie, et son parrain le roi Charles III d'Espagne (ce qui explique le choix de ses prénoms), représenté par Louis Auguste de France, duc de Berry.
L’éducation de Charles-Philippe est assurée par cinq précepteurs, mais reste quelque peu délaissée du fait de ses maigres chances de régner. On ne lui enseigne pas moins l’histoire, la géographie, l’anglais et l’allemand, langue maternelle de sa mère. Il est confié à la comtesse de Marsan puis au duc de La Vauguyon à l’âge de trois ans. Le duc étant chargé de l'éducation des quatre fils du Dauphin, il les appelle « mes quatre F » : le duc de Bourgogne est « le fin », le duc de Berry « le faible », le comte de Provence « le faux », et le comte d'Artois « le franc ».

### Vie privée et familiale

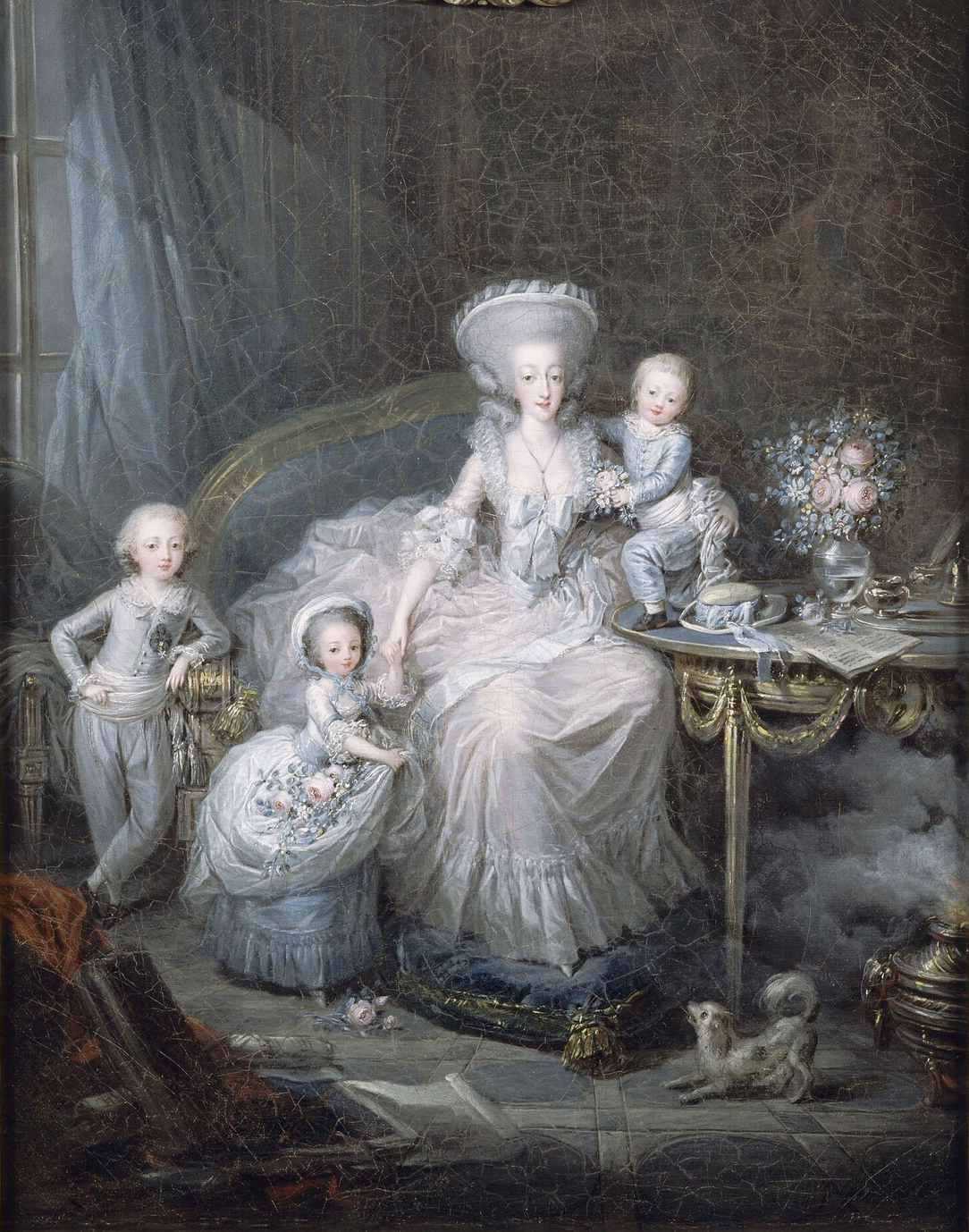
Marie-Thérèse de Savoie, avec les ducs d'Angoulême et de Berry, ainsi que leur sœur Sophie.

#### Marie-Thérèse de Savoie
Bien que devant se marier dans un premier temps avec Louise-Adélaïde de Bourbon-Condé, il doit consolider l'alliance savoyarde et épouse le 16 novembre 1773 Marie-Thérèse de Savoie (Palais royal de Turin, 31 janvier 1756 - Graz, 2 juin 1805), fille de Victor Amédée III de Savoie, roi de Sardaigne, et de l'infante Marie-Antoinette d'Espagne.
Avec cette dernière, il a quatre enfants :
- Louis-Antoine d'Artois (1775-1844), duc d'Angoulême (1775-1824) puis dauphin de France (1824-1844) et comte de Marnes (1830-1844) ;
- Mademoiselle d'Artois, ondoyée mais n'ayant pas reçu les cérémonies supplétives du baptême, ne fut pas prénommée. Citée parfois par erreur sous le prénom de Sophie (5 août 1776 – 5 décembre 1783)[7] ;
- Charles-Ferdinand d'Artois (1778-1820), duc de Berry ;
- Mademoiselle d'Angoulême, ondoyée mais n'ayant pas reçu les cérémonies supplétives du baptême, ne fut pas prénommée. Citée parfois par erreur sous le prénom de Marie-Thérèse (6 janvier au 22 juin 1783).

Sa préférence va à son plus jeune fils, Charles-Ferdinand, qui lui ressemble beaucoup, au physique comme au moral. L'aîné, Louis-Antoine, au contraire, est timide, souffre de myopie et de tics. Le comte d'Artois aime néanmoins beaucoup ses enfants et se montre très attristé du décès de sa fille aînée.
Son épouse, de nature timide, resta très effacée et ne devint jamais reine ; en effet, Artois et elle se réfugièrent à Turin lors de l'émigration ; ils furent par la suite souvent séparés. La princesse, dont la santé était très fragile, était tombée malade en quittant Turin. Alors que sa correspondance avec son époux s'était intensifiée depuis la mort de la comtesse de Polastron, elle meurt à son tour à Graz le 2 juin 1805 à 49 ans.

#### Louise d'Esparbès de Lussan

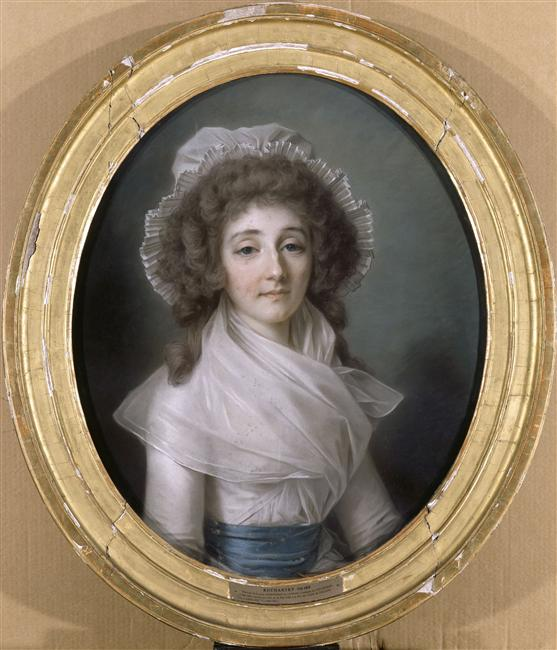
La comtesse de Polastron.

En 1785 (ou 1786), il s'attache durablement à Louise d'Esparbès de Lussan, vicomtesse de Polastron, liaison qui ne lui donnera aucune descendance.
Le mari de la vicomtesse, Denis Gabriel Adhémar de Polastron, est le demi-frère de la future duchesse de Polignac, gouvernante des enfants de France, amie et confidente de la reine Marie-Antoinette. Également proche de la souveraine, le comte d'Artois se rend comme elle impopulaire par ses dépenses inconsidérées, et le public leur attribue une liaison, à tort sans doute.
Denis de Polastron, le mari de Louise, embrasse la carrière militaire, et combat lors de la guerre d'indépendance américaine, durant laquelle il est nommé colonel dans le régiment de La Fayette ; il meurt à l'âge de 63 ans en 1821.
Le couple émigre dès 1789 et Louise d'Esparbès de Lussan meurt précocement de la tuberculose en 1804 à l'âge de 39 ans.
Quand elle meurt, le prince se tourne intensément vers la religion, un trait de caractère qui ne le quittera plus jusqu'à sa propre mort. Elle lui fait promettre en outre de lui rester fidèle ; à la mort de son fils le duc de Berry en 1820, on lui proposa de se remarier afin d'avoir d'autres héritiers à la Couronne éventuels ; le comte d'Artois déclina cette offre avec comme raison que sa maîtresse lui avait demandé de ne plus être qu'à Dieu.

#### Anne-Barbe Pouyer
En 1779, il a un fils baptisé, en l’absence du mari, comme étant d’Anne-Barbe Pouyer épouse Carpentier, prénommé André Nicolas Thomas,,. L’histoire de la découverte de cette branche agnatique subsistante méconnue du grand public comme des historiens pendant plus de 240 ans fait l’objet d'une communication lors d'un colloque de l'institut d’études avancées de Paris et d'un article publié dans La Revue de gériatrie.

### Années de jeunesse

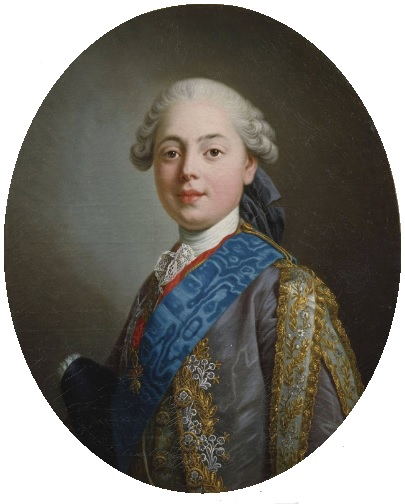
Le comte d'Artois en 1773.

De nombreux décès assombrissent rapidement le bonheur des occupants du château de Versailles : en 1761 meurt le duc de Bourgogne, frère aîné de Charles, puis en 1763, le roi de Pologne son grand-père, également électeur de Saxe, meurt, tandis que le traité de Paris consomme le recul de la France sur le plan international. En 1765, c'est la mort de son oncle le duc de Parme, et de son père, le dauphin, en 1766, celle du roi déchu de Pologne, son arrière-grand-père, duc en viager de Lorraine. En 1767, c'est le tour de la dauphine et en 1768 celui de sa grand-mère, la reine Marie Leszczynska. Enfin le 10 mai 1774, meurt le roi Louis XV, après un règne de presque 59 ans. Son frère le plus âgé vivant, Louis-Auguste, devient roi sous le nom de Louis XVI.
En 1772, âgé de 15 ans, il est colonel général des Cent-Suisses et Grisons. Il assiste au sacre de son frère Louis XVI en 1775, où il « tient lieu de duc de Normandie », pair du Royaume et est apanagé par lui du comté de Poitou et des duchés d'Angoulême et de Mercœur. Il est déjà à cette époque considéré comme le trublion de la famille royale et son attitude lors du sacre est très vivement critiquée ; il perd même sa couronne après la cérémonie et avant le banquet. Du reste, cette réputation sulfureuse fit de lui un coureur de jupons pour les courtisans : il eut ainsi des liaisons avec Rosalie Duthé, avec Marie-Madeleine Guimard ainsi que Louise Contat de la Comédie-Française. On lui attribue aussi plusieurs enfants issus de courtisanes : un avec Mme de Sainte-Amaranthe, un second avec Mme Contat et un dernier, Jules de Polignac, avec la comtesse Yolande de Polastron, favorite de Marie-Antoinette. Si ce sont toutes des rumeurs, celle concernant une filiation adultérine avec Jules de Polignac, qui lui ressemblait beaucoup physiquement et qui fut son dernier président du Conseil, persista longtemps, même sous les Trois Glorieuses.

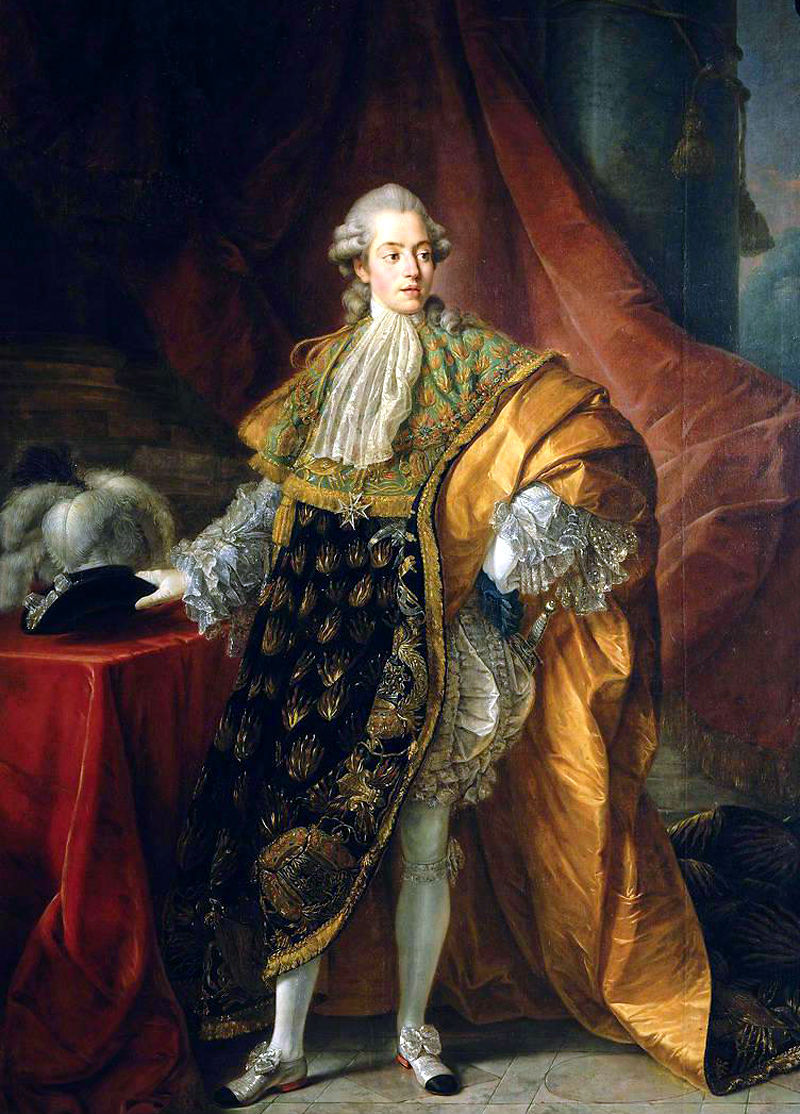
Charles-Philippe de France, comte d'Artois, en tenue de l'ordre du Saint-Esprit.

Son enfance puis son adolescence sont une succession d’aventures éphémères, de parties de chasse, de dettes contractées aux jeux d’argent, de courses de chevaux organisées avec son cousin le duc de Chartres, de pièces de théâtre partagées avec Marie-Antoinette dont il est très proche, surtout à la fin dans les années 1770 et 1780. On notera un duel qui l'opposa au duc de Bourbon, lavant l'affront que le comte d'Artois avait fait à sa femme en lui écrasant son masque sur la figure. Cette dernière avait arraché le masque du prince, vexée qu'il se présentât à l'opéra de Paris en compagnie d'une femme que la duchesse de Bourbon haïssait, Madame de Canillac. Le duel s'était terminé en une sympathique embrassade. Bon vivant et léger, il entraîne dans un tourbillon de fêtes mondaines sa belle-sœur, la reine Marie-Antoinette. Il est considéré comme un prince frivole, futile, surnommé « Galaor » par la cour, en référence au personnage d'Amadis de Gaule, archétype du chevalier à la prestance remarquable. En 1777, il acquiert, près de la forêt de Saint-Germain-en-Laye, le château de Maisons où il s'en va chasser en galante compagnie, dont la jeune vicomtesse de Beauharnais.
En 1777, à la suite d'un pari avec sa jeune belle-sœur Marie-Antoinette, il fait construire en deux mois la célèbre folie de Bagatelle dans le bois de Boulogne, qu'il décore et meuble avec faste avec la somme de 100 000 livres qu'elle lui paye. Il effectue en outre une visite royale en Normandie et en Bretagne où il est particulièrement bien reçu.
Au mois d’avril 1779, le roi Louis XVI signe le traité d'Aranjuez, engageant la France aux côtés de l’Espagne de Charles III dans son combat contre la Grande-Bretagne pour Gibraltar. Le comte d’Artois, en sa qualité de frère du roi, est envoyé à Saint-Roch mais n’y reste que peu de temps, se sentant inutile. En fait, son voyage est surtout marqué par les fêtes organisées en son honneur sur la route.

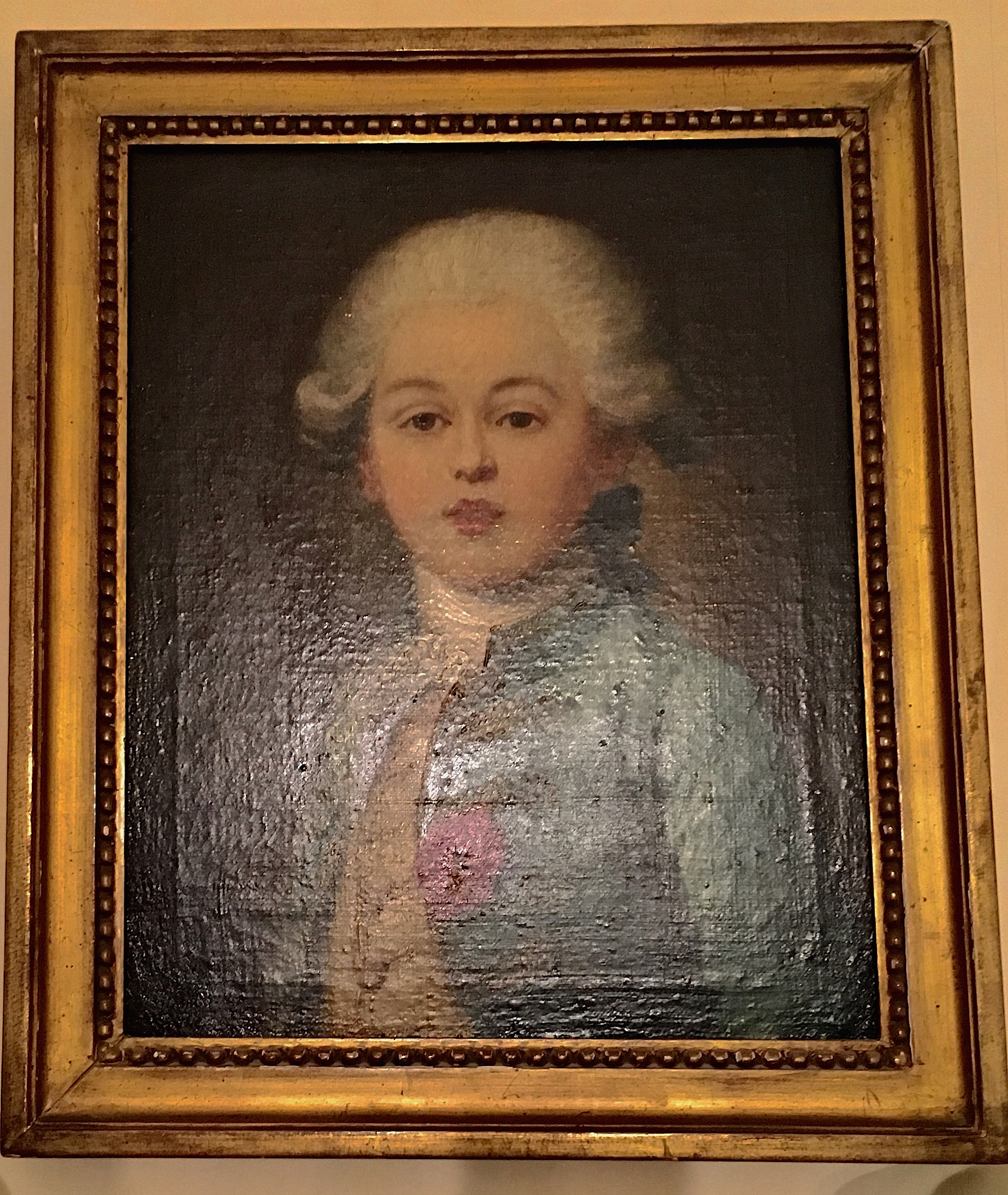
Le comte d'Artois, enfant.
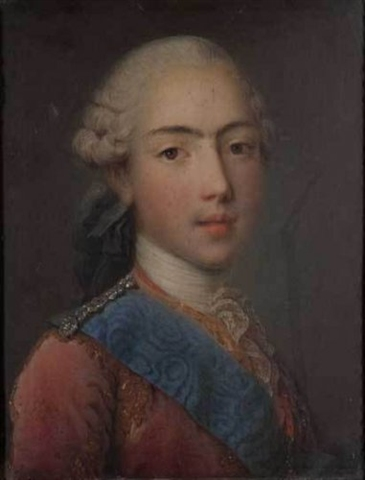
Le comte d'Artois, jeune homme.
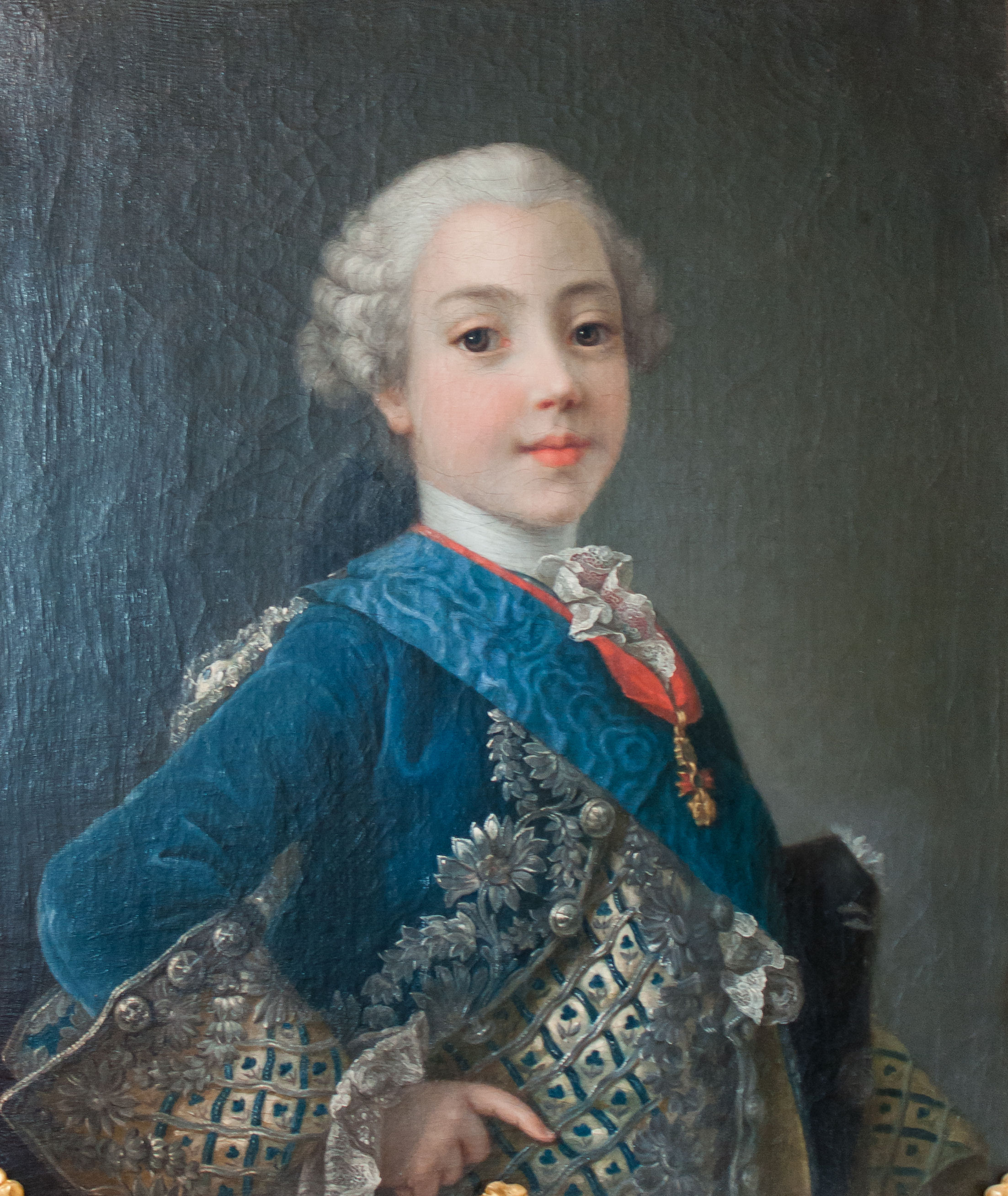
Charles-Philippe de France, par Frédou.
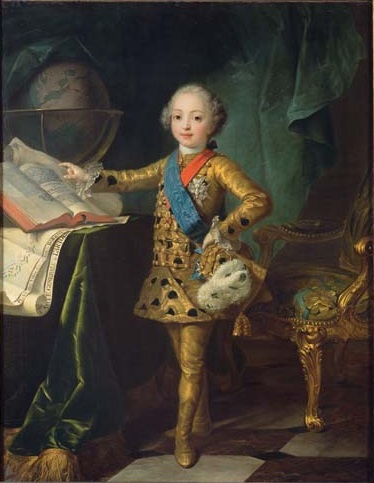
Le comte d'Artois enfant à 8 ans, par Frédou.
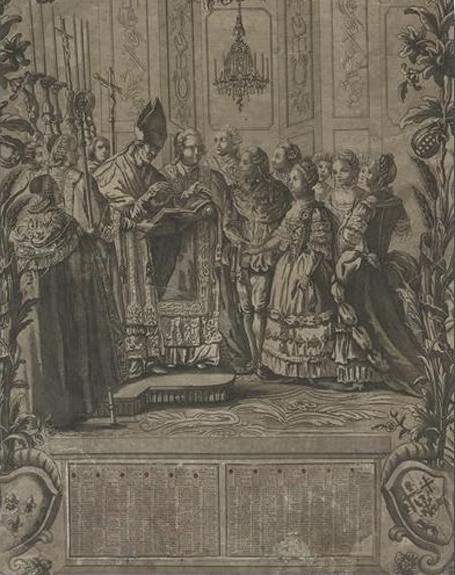
Mariage du comte d'Artois et de Marie-Thérèse de Savoie à Versailles en 1773.

## Sous la Révolution française et l'Empire

### Philosophie politique au temps des troubles

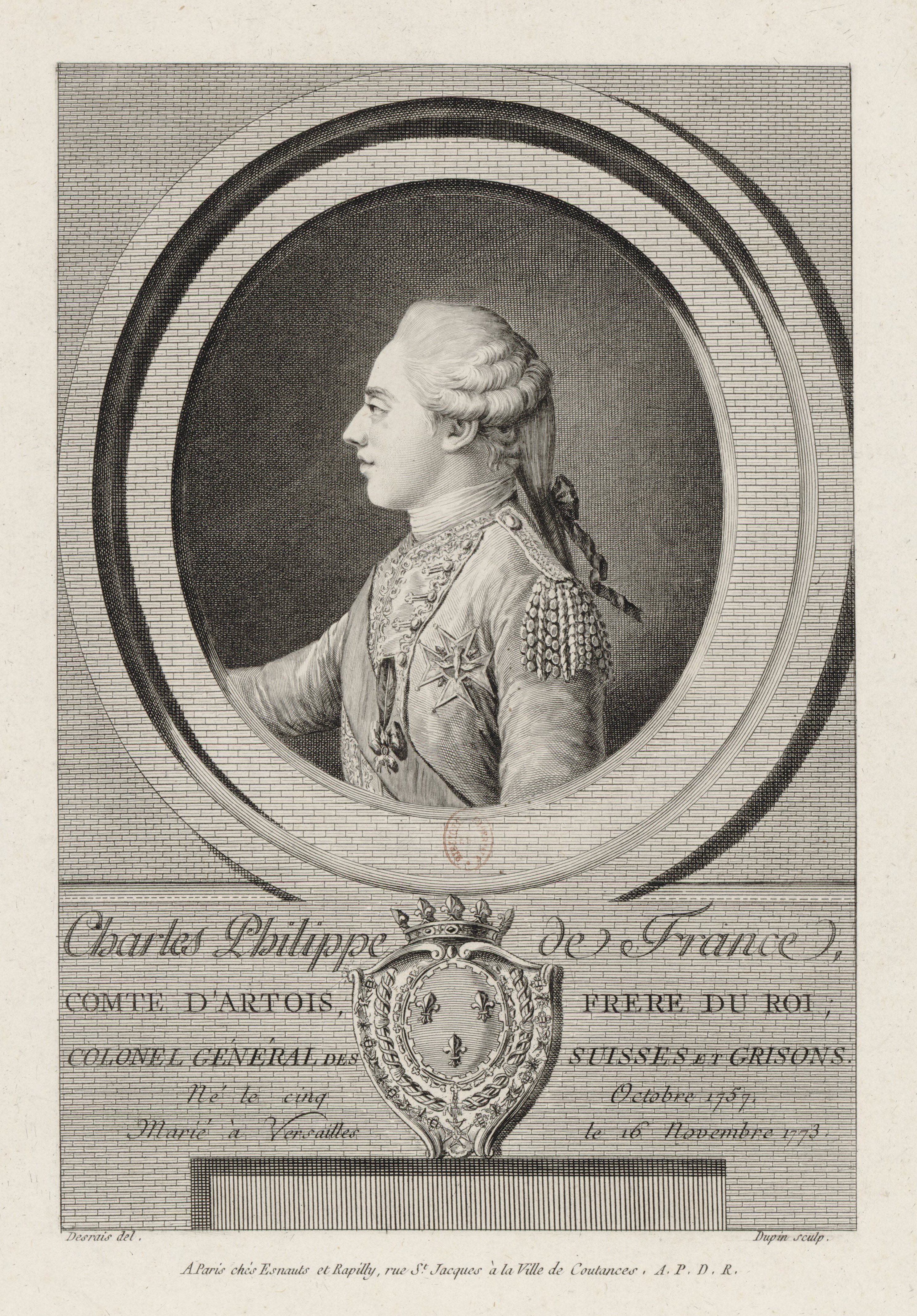
Charles d'Artois.

Il commence à s'intéresser à la politique à l'âge de 29 ans avec la première grande crise de la monarchie, en 1786, après laquelle il prend la tête de la faction réactionnaire à la cour de Louis XVI. Le comte d'Artois devient le chef de file des réformateurs de ce que Jean-Christian Petitfils appelle la « révolution royale », c'est-à-dire le projet radical de Calonne. Le comte d'Artois coûte un certain prix à l'État : ses menus plaisirs (2 400 000 francs), ses achats de domaines et de propriétés (7 231 372 livres), ses écuries (1 million de livres), ses vêtements et ses dettes représentent un important coût dans le trésor de l’État.
Calonne se heurte aux notables réunis en assemblée : Charles accepte la suppression des privilèges financiers de la noblesse, mais non la réduction des privilèges sociaux dont jouissent l'Église et la noblesse. Il pense qu'on peut réformer les finances de la France sans renverser la monarchie. Selon ses propres mots, « le temps est venu de réparer mais non de démolir ». Il suscite la colère du tiers état en s'opposant à toute initiative d'accroître son droit de vote en 1789.
En liaison avec le baron de Breteuil, il noue des alliances politiques pour chasser Necker. Ce plan échoue quand Charles essaie de le faire renvoyer le 11 juillet, sans que Breteuil soit au courant, beaucoup plus tôt que prévu à l'origine. C'est le début d'une brouille qui se change en haine réciproque. Artois rencontre Talleyrand à la demande de ce dernier, qui propose de dissoudre l’assemblée et de convoquer de nouvelles élections avec un autre mode de scrutin. Si l’évêque d’Autun n’est pas suivi sur cette mesure, il semble avoir fait effet puisque Louis XVI rassemble des troupes dans et autour de Paris.

### Début de l'émigration

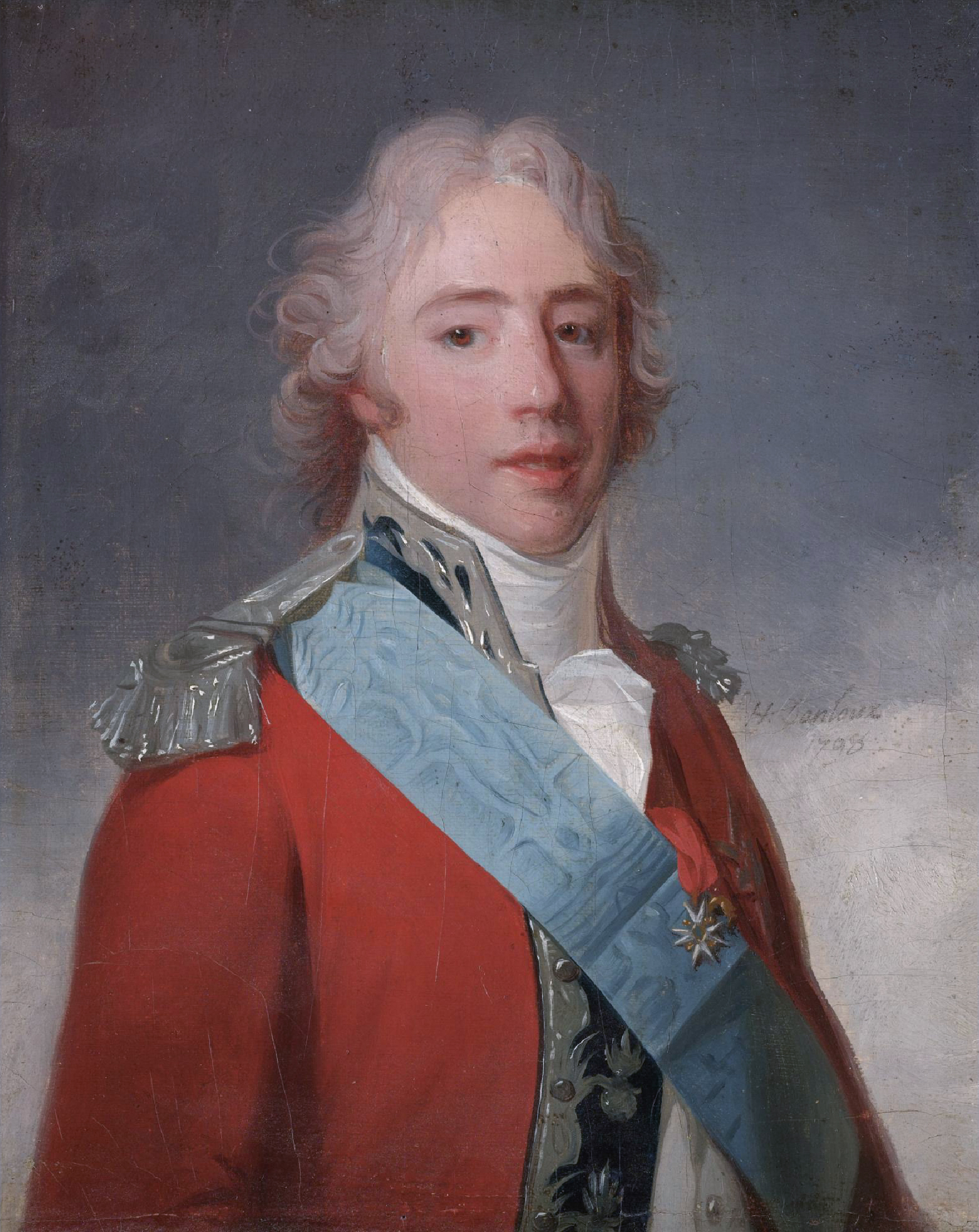
Le comte d’Artois, huile sur toile de Henri-Pierre Danloux, vers 1796.

Le comte d'Artois est l'un des premiers à émigrer, le 16 juillet 1789. Il parcourt les diverses cours de l'Europe pour chercher des défenseurs à la cause royale. Il se trouve à Turin — chez son beau-père et son beau-frère — de septembre 1789 à juillet 1791, où il porte alors le titre de marquis de Maisons (et où il crée le Comité de Turin qui a pour vocation essentielle d’organiser la contre-révolution depuis l’étranger), ainsi qu'à Bruxelles, Coblence, résidence de son oncle maternel l'archevêque-électeur de Trêves et Liège.
Il se rend enfin en Grande-Bretagne et assiste aux conférences de Pillnitz, en 1791.
Pour l’invasion de la France, afin d'opérer une contre-révolution, l’armée est découpée en trois groupes. Celle de Provence et d’Artois prend le nom d’« armée des Princes ». La progression à l’intérieur du pays — qui s’accompagne de ravages et de massacres — est stoppée à Valmy et doit ensuite reculer inexorablement. À cela s’ajoute une autre difficulté : l’empereur François cesse de financer l’armée. Cette dernière n'est sauvée que par les donations de Metternich, de Catherine II de Russie et Frédéric-Guillaume II de Prusse. Ce dernier accepte d’héberger le comte d’Artois à Hamm en Westphalie, où le jeune prince français apprend la décapitation de son frère Louis XVI.
En mars et avril 1793, il reste six semaines à Saint-Pétersbourg, en Russie, où il est reçu avec tous les honneurs par Catherine II. L’impératrice propose une alliance avec la Grande-Bretagne à la condition qu’elle forme un corps de 12 000 hommes pour se jeter sur la Vendée et reprendre le pays en main.
Mais Charles-Philippe n’est pas reçu par le roi George III et n’a pu mettre les pieds à terre faute de ses dettes contractées à Coblence.[source insuffisante] Il est donc contraint de rentrer à Hamm. Il quitte Hamm en août 1794 comme comte de Ponthieu.

### Expédition en Vendée
À la mort de son neveu Louis XVII le 8 juin 1795, il est appelé Monsieur. Il veut opérer, avec le secours des Britanniques, un débarquement à l'île d'Yeu sur les côtes de Vendée (1795) afin d'aider les insurgés vendéens, mais il n'y peut réussir. La Grande-Bretagne se dit prête à envoyer 20 000 hommes en Vendée, demandant en contrepartie les cinq comptoirs des Indes et Saint-Domingue. Artois met les voiles sur les côtes françaises avec une flotte de 60 navires. L’expédition espère mettre le pied à Noirmoutier, mais la folle canonnade de la petite garnison républicaine du général Cambray les pousse à descendre plus bas, pour débarquer à l’île d’Yeu. Et là, l’armada reste bloquée. Elle perd ses communications avec Charette — l’ambassadeur, le marquis de Rivière avait été, disait-on de façon erronée, fusillé —, elle doit aussi affronter les marées et les tempêtes, et dans le même temps les troupes meurent de faim. Le gouvernement britannique finit par demander le retour de la flotte, au grand dam du comte de Provence qui nourrissait l’espoir de pouvoir régner sur son nouveau royaume depuis la mort de Louis XVII.[source insuffisante]

### Années d'exil

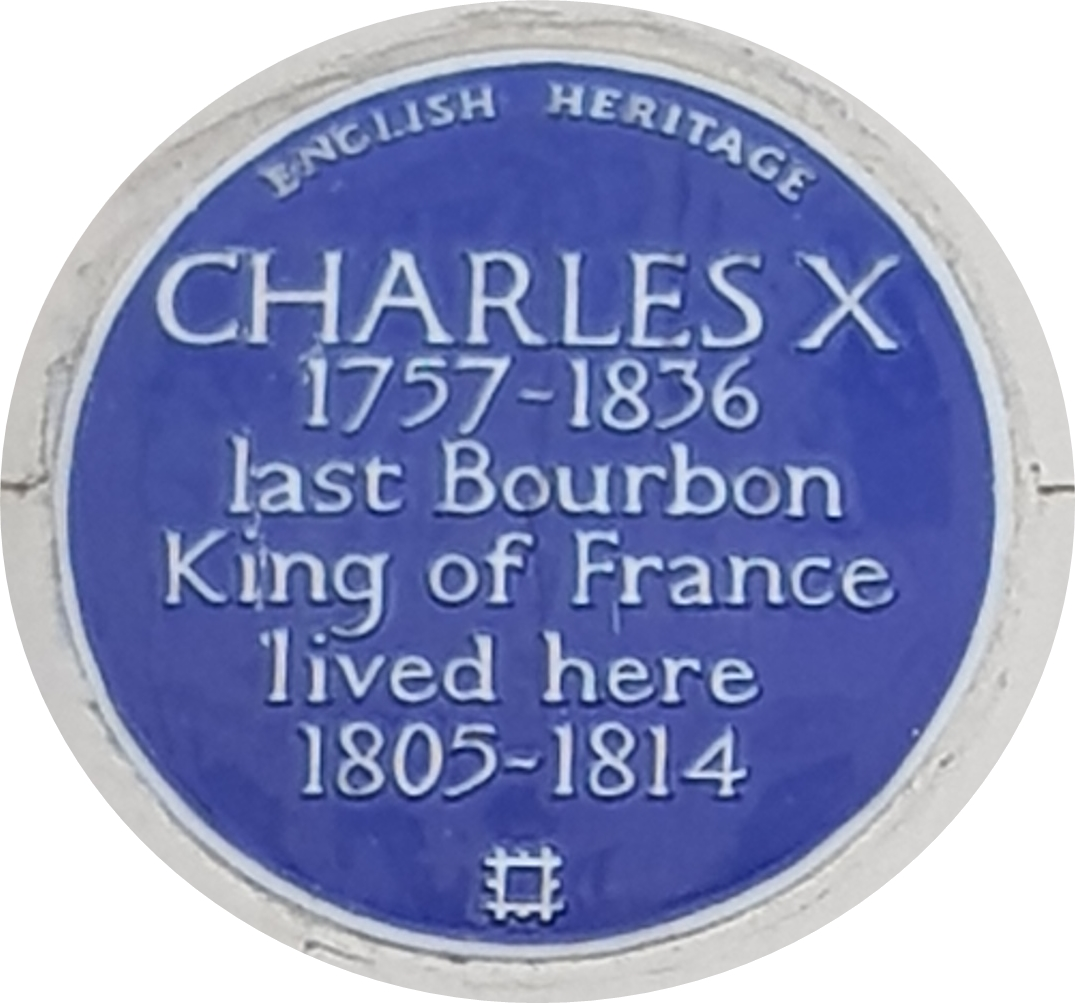
Blue plaque, 72 South Audley Street, Londres.

Il se rend en Grande-Bretagne où il passe le reste de la Révolution et du Premier Empire. Il réside à Londres à partir de 1799, d'abord au 46 Baker Street,,, puis de 1805 à 1814 au 72 South Audley Street,. Il œuvre au retour du Comte de Provence (futur Louis XVIII). Il fut accusé par Napoléon dans son testament d'avoir entretenu les hommes qui cherchèrent à l'assassiner, tentative qui fut l'origine de la mise à mort du duc d'Enghien.

## Héritier présomptif du trône

### Première Restauration

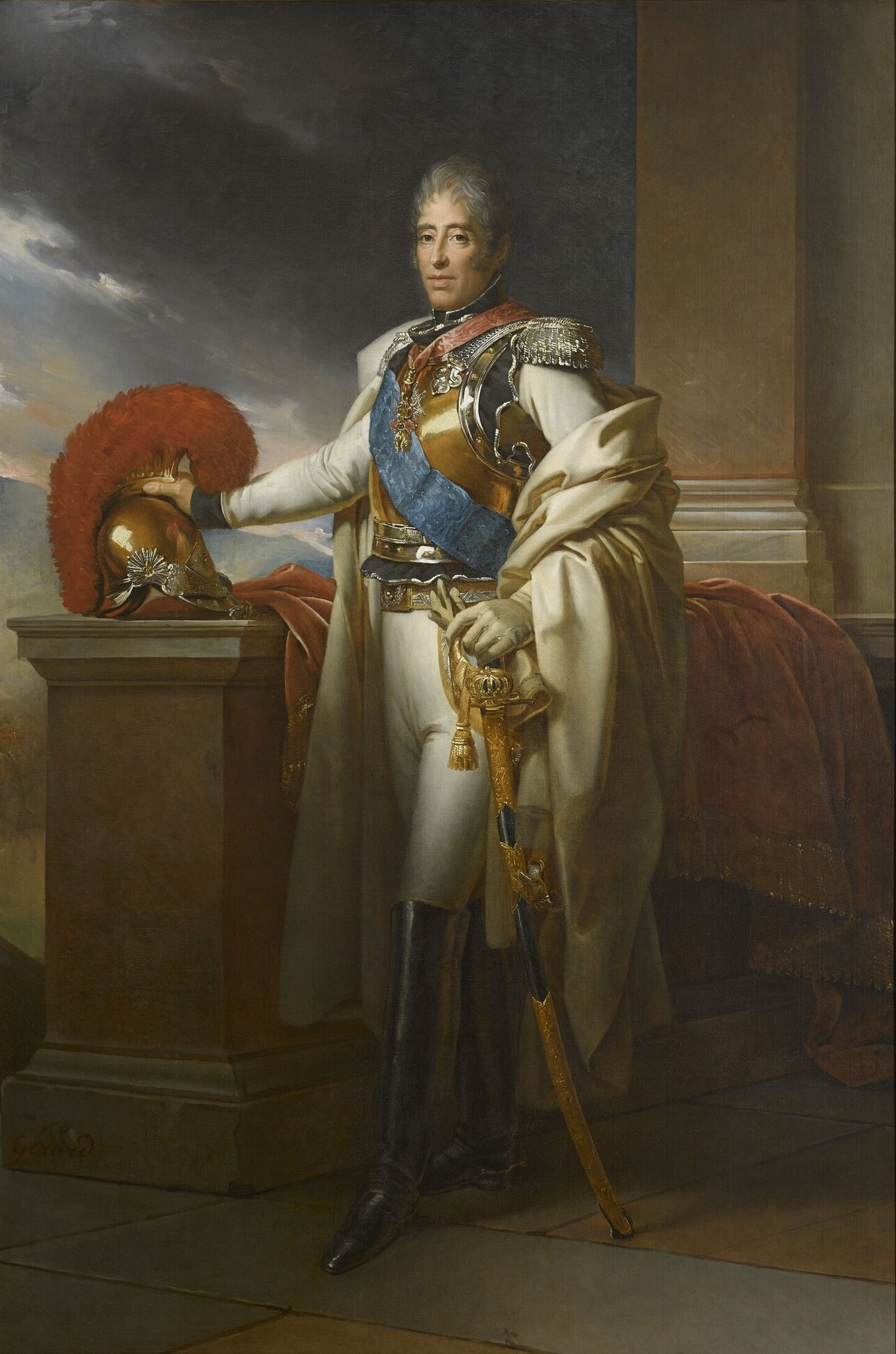
Le comte d'Artois, en uniforme de colonel général des Carabiniers (1815).

En 1814, il est nommé lieutenant-général du Royaume. Il pénètre en Franche-Comté, à la suite des alliés, et fait son entrée à Nancy le 19 mars, puis à Paris le 12 avril. Au premier moment, il sait se concilier les esprits par l'aménité de ses manières ; mais il se perd bientôt dans l'opinion en signant, avec un empressement excessif la convention d'armistice du 23 avril 1814 que condamne Louis XVIII même, un traité qui enlève à la France toutes les places conquises depuis 1792. Il devient colonel général des Gardes nationales (15 mai 1814).
Louis XVIII rentre à Paris, de peur que Monsieur ne s’habitue trop à sa nouvelle charge. Dans cette restauration de la monarchie, Artois donne clairement le ton : reconnu par les « ultras », c’est-à-dire les royalistes les plus ardents, il approuve le rétablissement des anciennes mœurs et du précédent système (notamment les gardes suisses), et s’oppose à la politique de pardon et d’oubli prônée par Louis XVIII, ce qui devient source de conflit entre les deux frères. Dans ses Mémoires, la duchesse de Maillé considère que l’emprise d’Artois sur son frère qui se sent le devoir de le ménager a causé beaucoup de mal, thèse qui sera reprise ensuite par Talleyrand. Pour cultiver le sentiment monarchiste, Monsieur, frère du Roi, et ses fils se livrent à une tournée dans la France des provinces, parcourant les grandes villes où ils peuvent mesurer la diversité des courants d'opinion et la division profonde entre pro- et antiroyalistes.

### Période des Cent-Jours

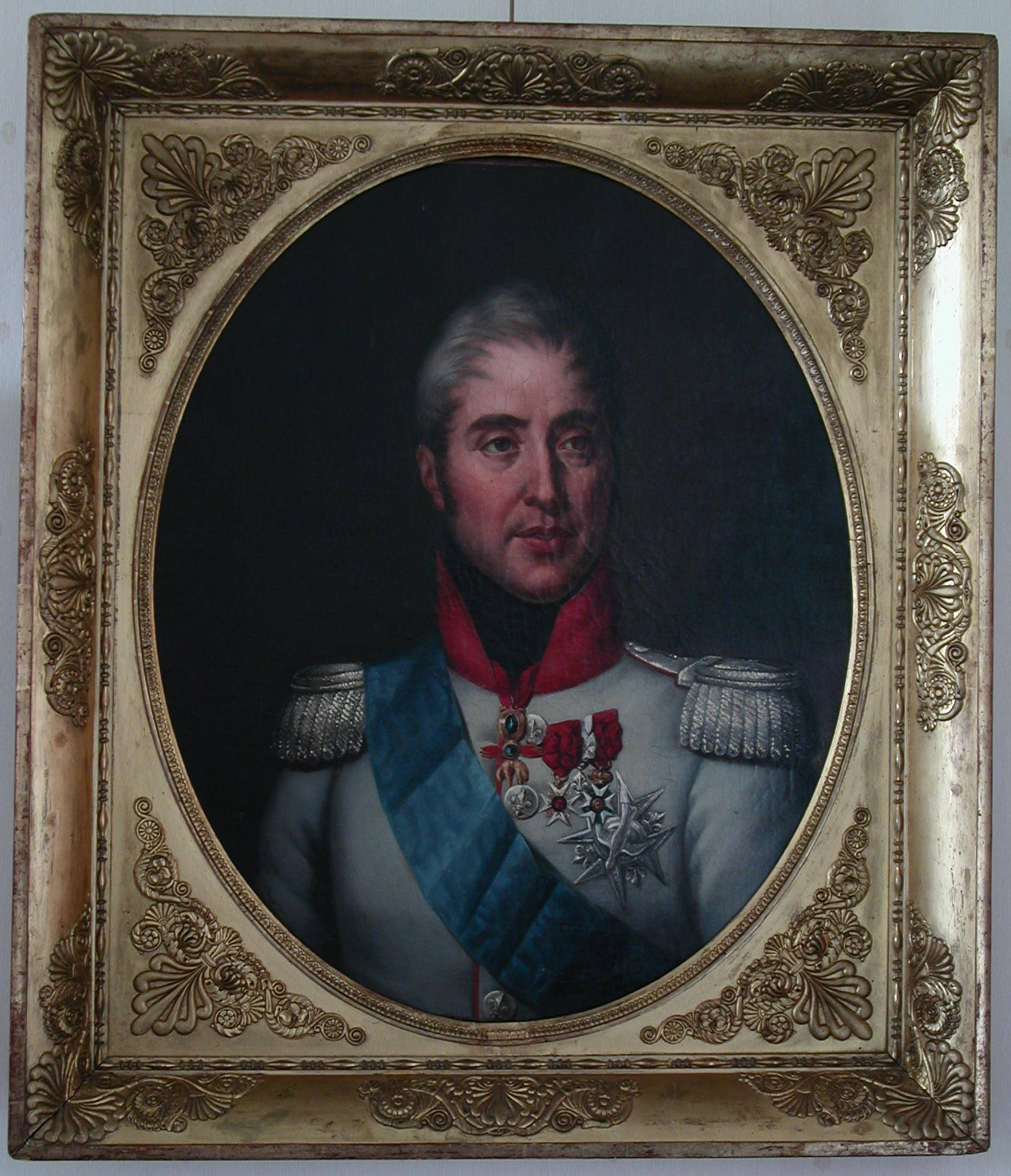
Le comte d'Artois (futur Charles X) par Jean-François Thuaire.

Lorsque Napoléon Bonaparte débarque dans le Sud de la France, prêt à remonter jusqu’à Paris pour recouvrer son pouvoir, le roi envoie des membres de sa famille pour mener les troupes et bloquer l’avancée. À la demande du baron de Vitrolles, le comte d’Artois se rend à Lyon, seconde ville du royaume, pour y préparer la résistance, mais il n’y trouve aucune munition alors que l’ex-Empereur a pu se procurer des armes à Grenoble. À l’approche de l’Aigle, Artois envoie des troupes à sa rencontre mais elles sympathisent avec l’ennemi, contraignant Artois à fuir comme le duc d’Orléans peu de temps auparavant. Cette trahison de l’armée est considérée par les ultras comme un coup du ministre de la Guerre, le maréchal Soult, ancien officier de Napoléon. Celui-ci préfère donner sa démission. Avant l’entrée de Napoléon à Paris, les Bourbons n’ont plus d’autre choix que de fuir les Tuileries.

### Seconde Restauration

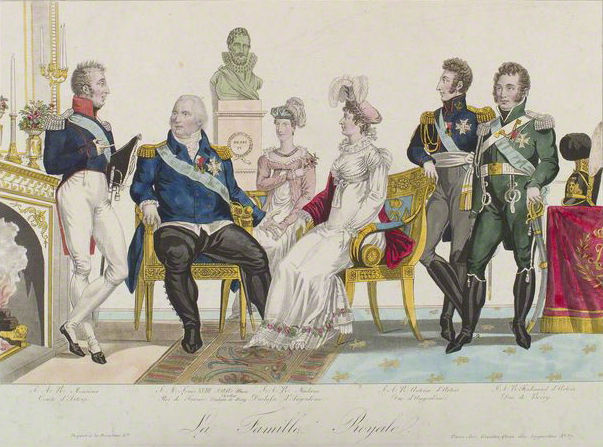
La famille royale en 1816 avec, de gauche à droite, le comte d'Artois (futur Charles X), Louis XVIII, la duchesse du Berry, la duchesse d'Angoulême, le duc d'Angoulême et le duc du Berry.

Après le second retour de Louis XVIII (1815), il affecte de se tenir éloigné des affaires et d'employer tout son temps soit à la chasse — qui est pour lui une passion —, soit à la religion. Il oublie la guerre. Mais, au-delà des apparences, sa résidence du pavillon de Marsan devient le centre de l’opposition ultraroyaliste à la politique conciliante de son frère.
L'assassinat de son fils préféré, le duc de Berry (13 février 1820), le marque profondément et contribue à la chute du ministère Decazes.

## Roi de France et de Navarre

### Accession au trône et sacre

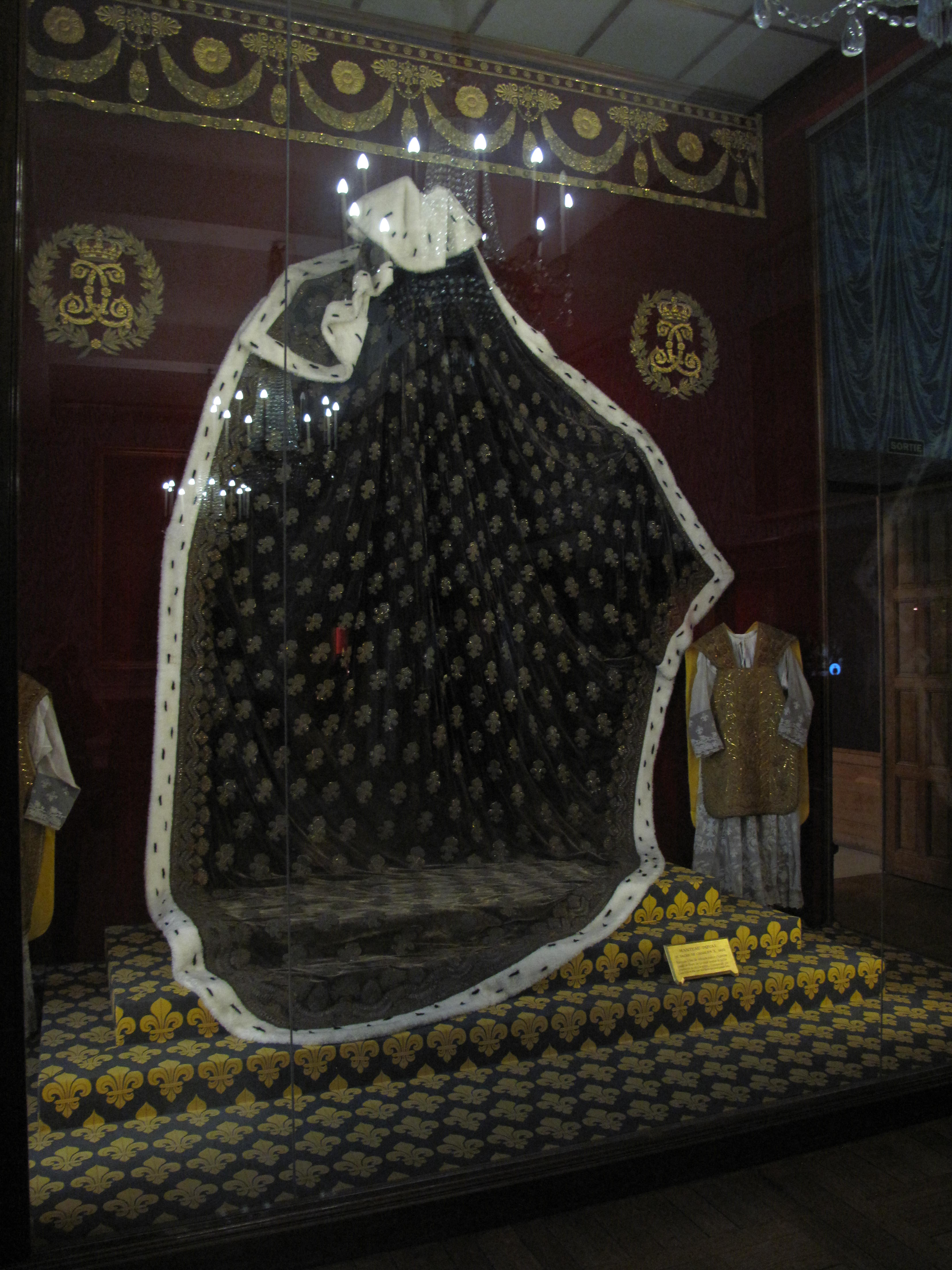
Manteau du sacre de Charles X.

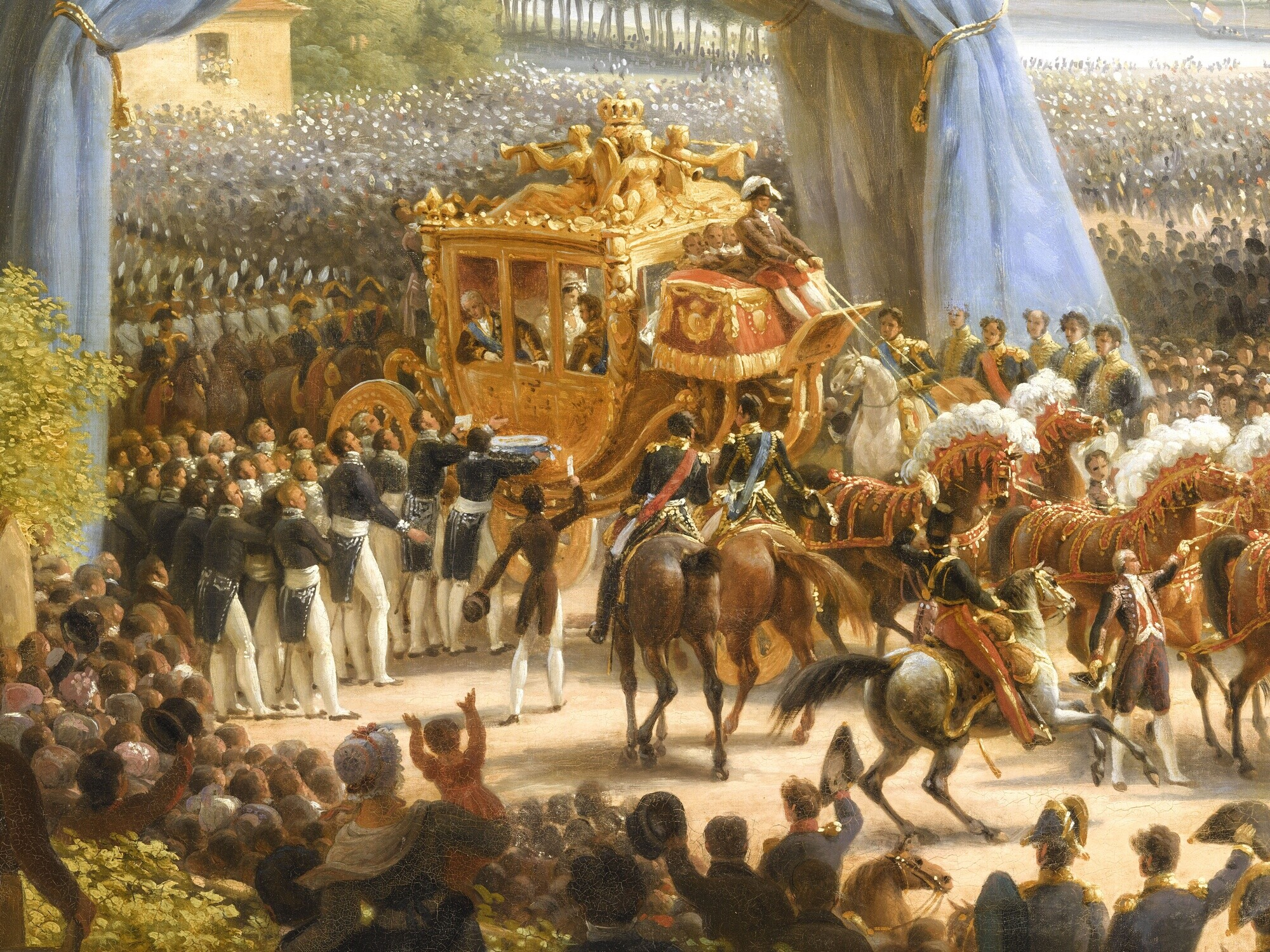
Entrée de Charles X à Paris, par la barrière de la Villette, après son sacre. 6 juin 1825 (détail), par Louis-François Lejeune (1775-1848).

La santé de son frère, le roi Louis XVIII, s'est détériorée depuis le début de l'année 1824. Souffrant de gangrène dans les jambes et la colonne vertébrale, il meurt le 16 septembre de la même année, à l'âge de presque 69 ans, après avoir régné pendant environ dix ans (entrecoupés par la période des Cent-Jours).
Charles, alors dans sa 67e année, lui succède sur le trône et devient le roi Charles X. Dans son premier acte en tant que roi, Charles tente d'unifier la maison de Bourbon en accordant le titre d'altesse royale à ses cousins de la maison d'Orléans, qui en avaient été privés jadis par Louis XVIII à cause de l'acte de l'ancien duc d'Orléans, « Philippe Égalité », son vote en faveur de la mort de Louis XVI.

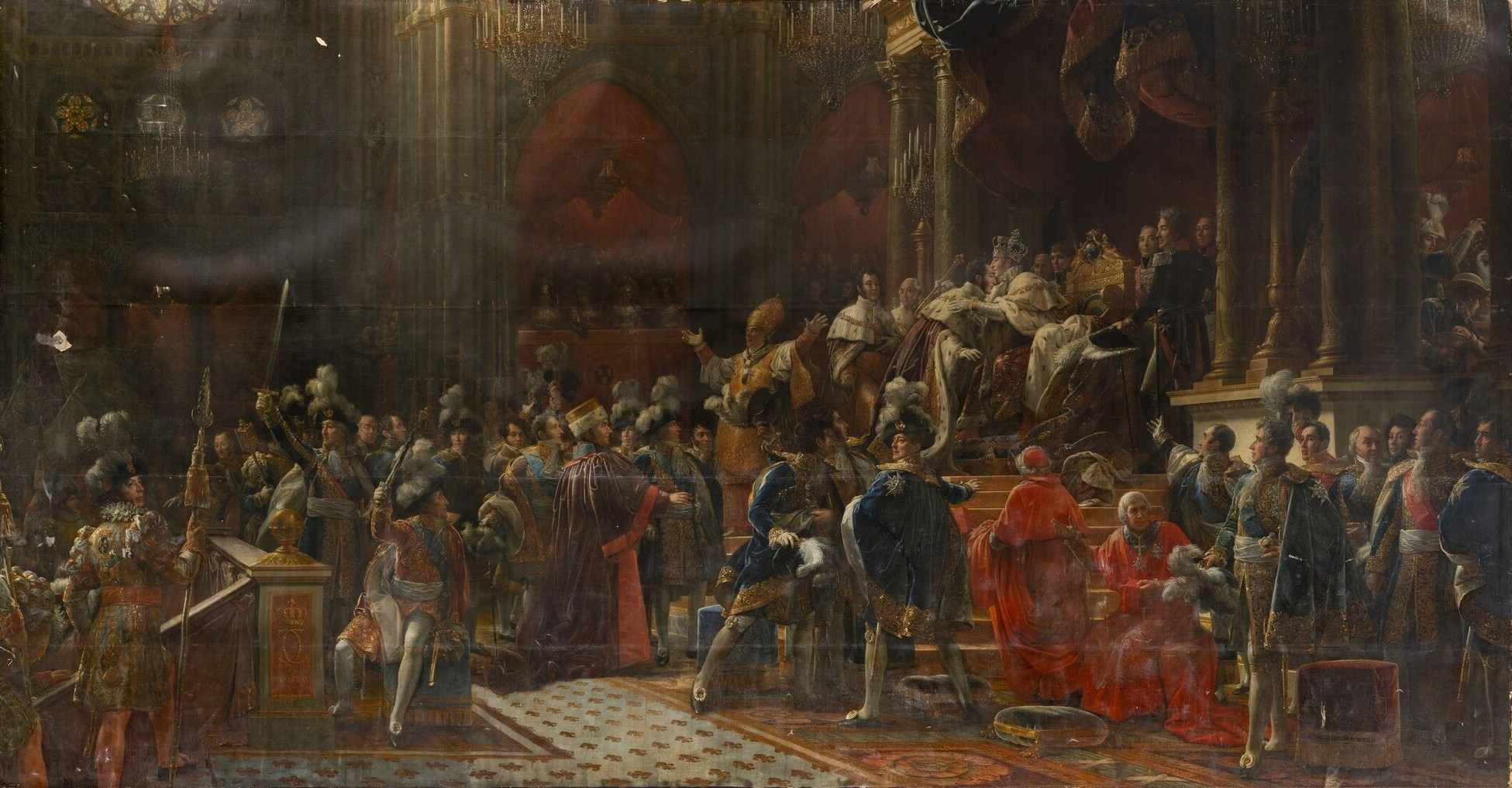
La cérémonie de l'intronisation lors du sacre de Charles X par François Gérard : le roi donne l'accolade au dauphin.

Ainsi que l'avait fait Napoléon lui-même, le roi Charles X souhaite marquer son avènement par une cérémonie religieuse. Louis XVIII avait annoncé publiquement son intention de se faire sacrer mais on peut présumer qu'il y renonça pour des raisons physiques, sa mauvaise santé ne lui permettant pas d'en supporter les rites,.
Le sacre est prévu par la Charte de 1814, dans son article 74 : « Le Roi et ses successeurs jureront, dans la solennité de leur sacre, d'observer fidèlement la présente charte constitutionnelle ».
Le sacre et le couronnement se tiennent le 29 mai 1825 et, à la demande des autorités rémoises, en la cathédrale de Reims, selon la tradition. Le roi fait son entrée dans Reims à bord du carrosse du sacre fabriqué pour la circonstance et aujourd'hui conservé à la galerie des Carrosses du château de Versailles. La cathédrale reçoit pour la circonstance un décor spécifique : son portail un décor de couleur bleue et de style troubadour, le chœur un dais fleurdelisé.
À l'instar du régime de la Restauration lui-même, le sacre est conçu comme un compromis entre la tradition monarchique et la charte de 1814 : il reprend les phases principales du cérémonial traditionnel comme les sept onctions ou les serments sur les Évangiles, tout en y associant le serment de fidélité prêté par le Roi à la Charte de 1814 ou encore la participation des grands princes au cérémonial comme assistants de l'archevêque de Reims.
Une commission fut chargée de simplifier et moderniser la cérémonie et de la rendre compatible avec les principes de la monarchie selon la Charte (suppression des promesses de lutte contre hérétiques et infidèles, des douze pairs, des références à la royauté hébraïque, etc.) et celle-ci dura trois heures et demie,.

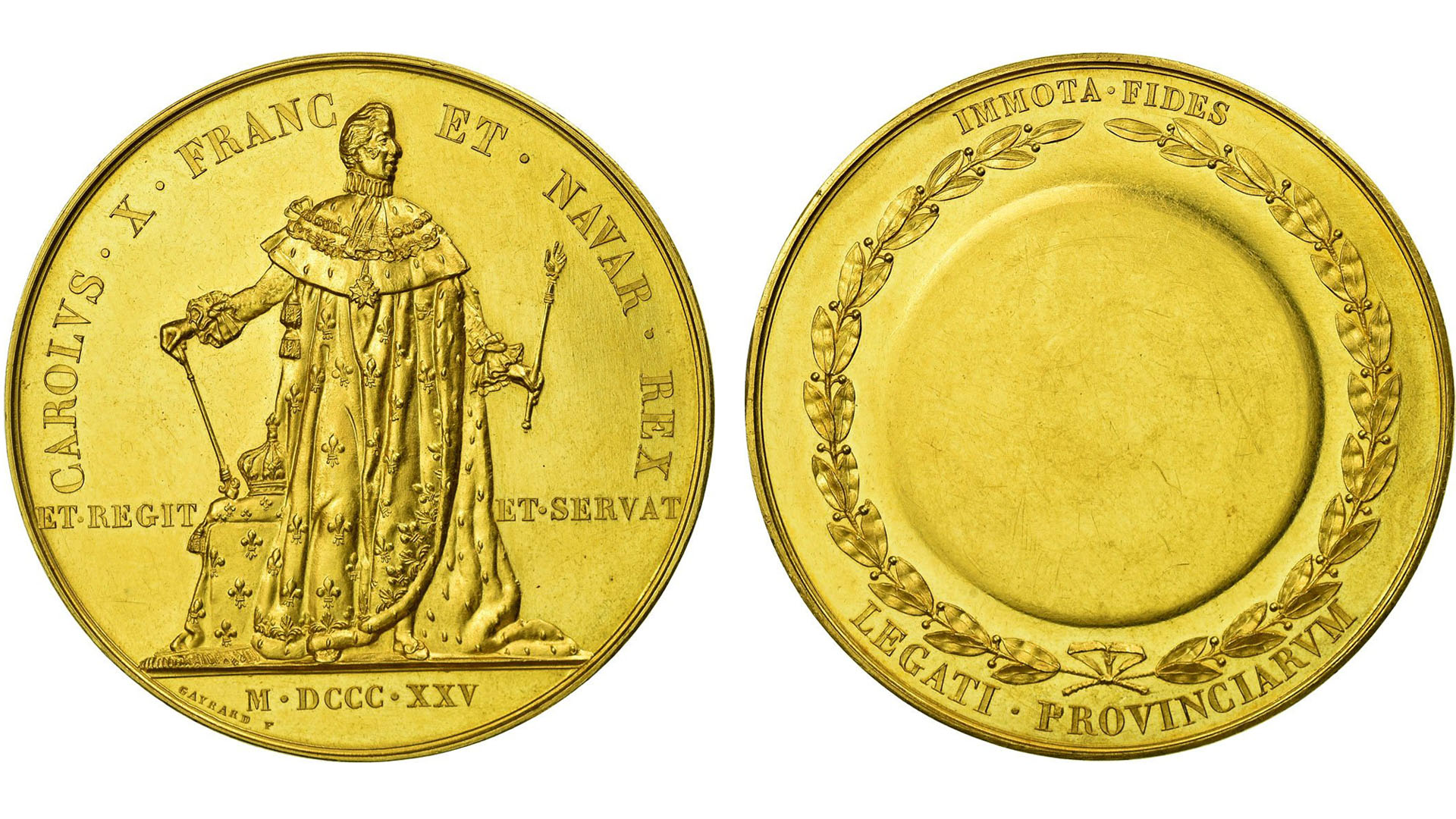
Médaille du sacre de Charles X du 29 mai 1825 par Gayrard.

De fait, le choix du sacre fut applaudi par les royalistes partisans d'une monarchie constitutionnelle et parlementaire et pas seulement par les nostalgiques de l'Ancien Régime.
Le fait que la cérémonie fût modernisée et adaptée aux temps nouveaux incite Chateaubriand, royaliste non absolutiste et partisan enthousiaste de la Charte de 1814, à inviter le roi à se faire sacrer. Dans la brochure Le roi est mort ! Vive le roi !, Chateaubriand explique que le sacre sera le « maillon de la chaîne ayant uni le serment de la monarchie nouvelle au serment de l'ancienne monarchie » ; c'est la continuité avec l'Ancien Régime plus que son retour que les royalistes exaltent, Charles X ayant hérité des qualités de ses ancêtres : « pieux comme Saint Louis, affable, compatissant et justicier comme Louis XII, courtois comme François Ier, franc comme Henri IV ».

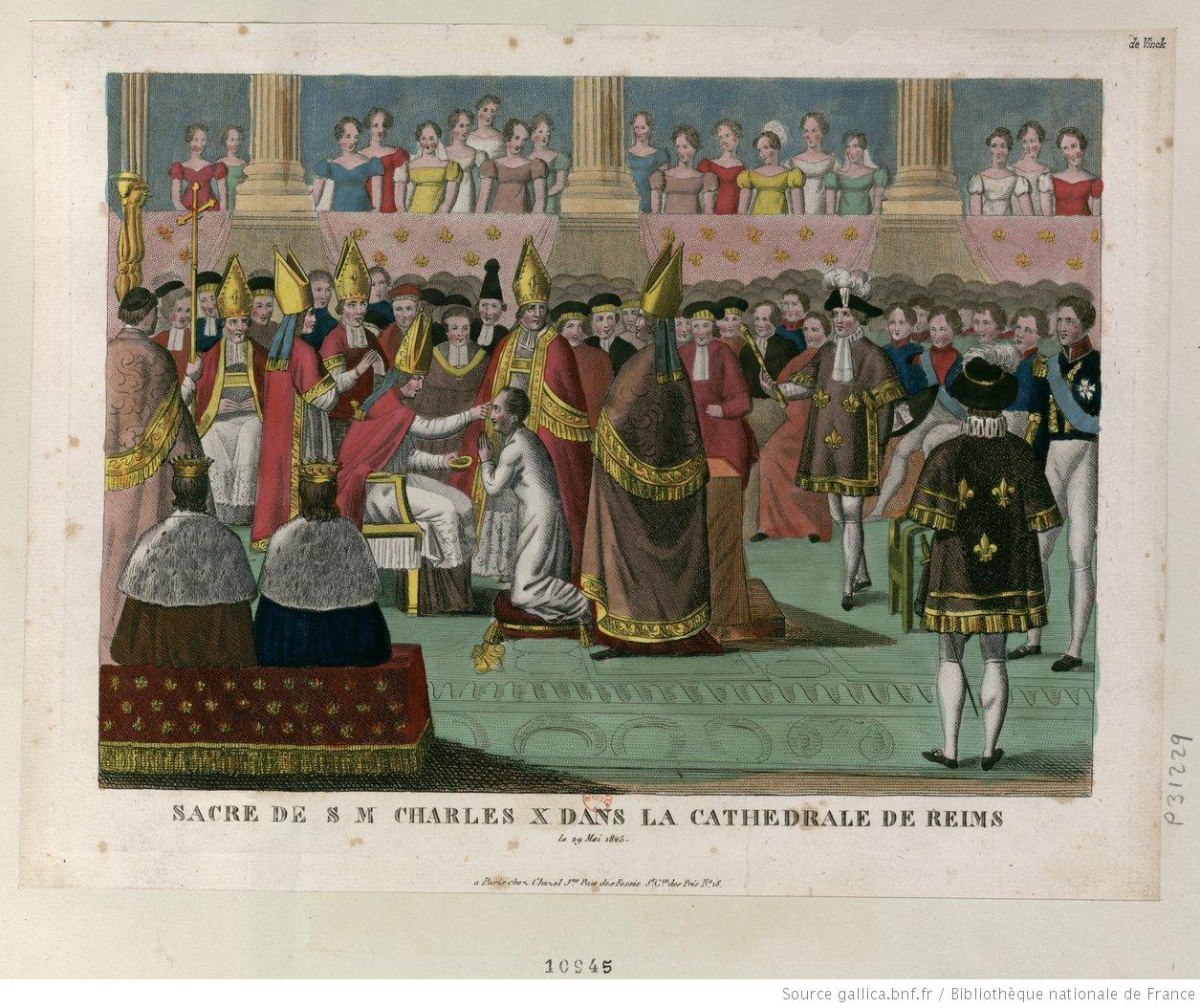
Estampe représentant le sacre de Charles X (1825).

Le sacre montre que la continuité dynastique va de pair avec la continuité politique ; pour Chateaubriand : « La constitution actuelle n'est que le texte rajeuni du code de nos vieilles franchises ».
Ce sacre prend plusieurs jours : le 28 mai, cérémonie des vêpres ; le 29 mai, cérémonie du sacre lui-même, présidée par l'archevêque de Reims, Jean-Baptiste de Latil, en présence notamment de Chateaubriand, Lamartine, Victor Hugo, et d'un important public ; le 30 mai, remise de récompense pour les chevaliers de l'ordre du Saint-Esprit, et pour finir, le 31 mai, le toucher des écrouelles.
Le sacre de Charles X apparaît donc comme un compromis entre la tradition d'Ancien Régime et les changements politiques intervenus depuis la Révolution. Le sacre a eu néanmoins une influence limitée sur la population, les mentalités n'étant plus celles d'autrefois. Dès lors, le sacre provoqua une incompréhension dans certains secteurs de l'opinion.
Ce fut Luigi Cherubini qui composa la musique de la messe. Pour l'occasion, le compositeur Gioachino Rossini composa l'opéra-bouffe Le voyage à Reims.

### Politique intérieure

Médaille gravée par Alexis-Joseph Depaulis avec, au revers, le discours du serment de Charles X sur la Charte, le 17 septembre 1824.

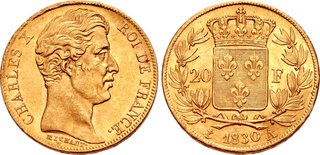
20 francs à l'effigie de Charles X.

Comme Napoléon puis Louis XVIII avant lui, Charles X réside principalement au Palais des Tuileries et, à la belle saison, au château de Saint-Cloud, deux monuments aujourd'hui disparus. Il lui arrive de séjourner occasionnellement au château de Compiègne et au château de Fontainebleau. Sous son règne, le château de Versailles, où il est né, reste inhabité.
Le règne de Charles X débute par quelques mesures libérales comme l'abolition de la censure de la presse, mais le roi reconduit Joseph de Villèle, président du conseil depuis 1822, et laisse marquer son règne par une domination des ultraroyalistes.
Il se rapproche de la population par le voyage qu'il effectue dans le nord de la France en septembre 1827, puis par celui qu'il effectue dans l'Est de la France en septembre 1828,. Dans ces deux voyages, il est accompagné par son héritier dynastique, son fils aîné, le duc d'Angoulême.
Il s'aliène une partie de l'opinion par la loi sur le sacrilège, l'octroi d'indemnités aux émigrés spoliés par la vente des biens nationaux (loi dite du « milliard des émigrés »), le licenciement de la garde nationale, perçue comme hostile au régime de la Restauration, le rétablissement de la censure (1825-1827) et le projet de rétablissement du droit d'aînesse, resté sans suite.

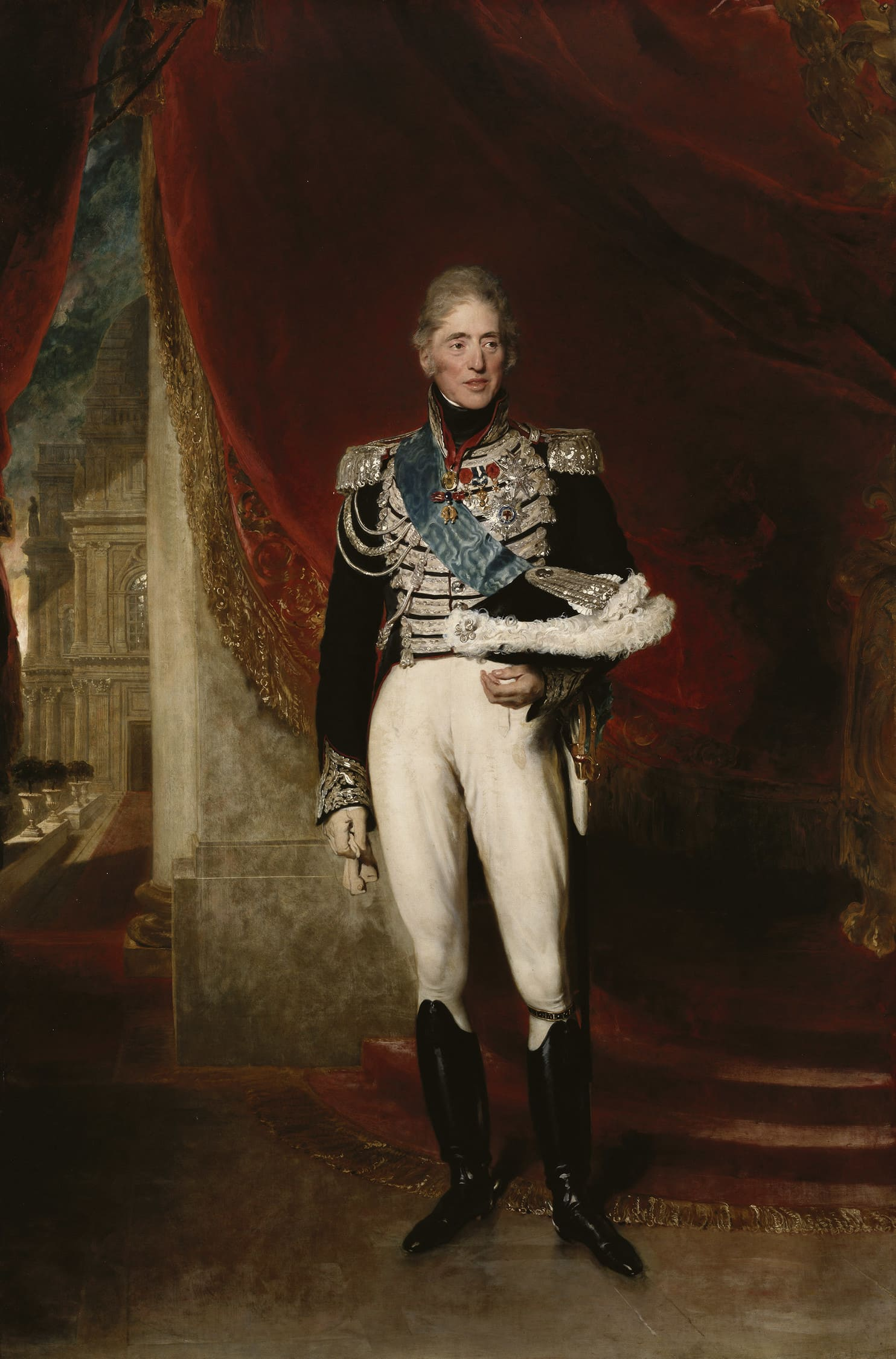
Charles X, roi de France - Thomas Lawrence 1825

Cette législation accentue dans l'opinion l'impression d'une volonté de retour à l'Ancien Régime. Son catholicisme dévot indispose une partie du peuple de Paris, volontiers anticlérical sinon anticatholique. Comme à l'enterrement de Louis XVIII, il est habillé de violet, couleur de deuil des rois de France, le bruit court qu'il est évêque ; des caricatures le montrent en train de célébrer la messe devant les membres de sa famille. L'anticléricalisme se nourrit particulièrement de la haine des jésuites ; dans la seule année 1826, on compte 71 brochures hostiles à leur influence supposée, cela alors qu'ils étaient moins de 500 en France et que leurs collèges recevaient seulement 2 200 élèves, six fois moins que les collèges royaux, très loin des 100 000 élèves que recevaient les 89 collèges jésuites au XVIIIe siècle ; le « mythe jésuite » donna lieu au développement d'un conspirationnisme virulent dont le roi, accusé d'être à leur service, fut une victime, l'un des cris séditieux les plus significatifs sous la Restauration étant « à bas les jésuites ! ».
Pour calmer les mécontents, il forme en janvier 1828 un ministère modéré, présidé par le vicomte de Martignac. Ce ministère réparateur a déjà réussi à ramener les esprits, lorsque la progression des libéraux aux élections législatives conduit à le congédier et le remplacer, le 8 août 1829, par le ministère de Jules de Polignac, qui fait renaître les défiances.
En effet, peu de mois après, et malgré le respectueux avertissement donné par l'adresse des 221 députés, Charles X tente de rétablir son autorité face au développement de l'opposition libérale. Il promulgue pour cela les « ordonnances de Saint-Cloud » qui dissolvent les chambres, convoquent les collèges électoraux en changeant de mode d'élection, et suspendent la liberté de la presse (25 juillet 1830), d'où résulte les jours suivants (27 au 29 juillet) le soulèvement qui met un terme à son règne, connu sous le nom de « Trois Glorieuses » (révolution de 1830).

### Engagement culturel
Charles X fut un roi mécène ; une aide importante, aux alentours de 30 % du budget, fut absorbée par l'achèvement des constructions publiques engagées sous le Premier Empire. La part consacrée aux commandes de tableaux et d’œuvres d'art, aux pensions et subventions aux artistes, savants, écrivains est de l'ordre de 1 à 1,5 million. La maison du Roi encourage les arts, de même que le Ministère de l'Intérieur ; cette politique de mécénat n'implique pas le contrôle des œuvres littéraires. Il n'y a pas de système de commande publique, à la différence des beaux-arts, aux seules exceptions du baptême du duc de Bordeaux, pour lequel fut commandé à Victor Hugo une ode, puis du sacre de Charles X où furent conviés Hugo, Nodier et Lamartine. Le sacre de Charles X permet d'employer plusieurs graveurs et sculpteurs, qui reçurent des commandes d’État. L'art religieux fut soutenu, par exemple, par Chabrol, préfet de la Seine, qui encouragea le renouveau de l'art du vitrail et des fresques pour les églises. Le roi s'investit personnellement pour enrichir le Jardin des plantes de nombreuses espèces nouvelles, fait pensionner de nombreux artistes. Les artistes œuvrèrent aux Tuileries ou dans les autres palais royaux et vécurent un long moment en harmonie avec la Restauration, comme Hugo qui s'inscrivit à la Société royale des Bonnes-Lettres ; les travaux des sociétés savantes et d'archéologie prennent leur essor et s'intéressent à un patrimoine jusque-là délaissé.

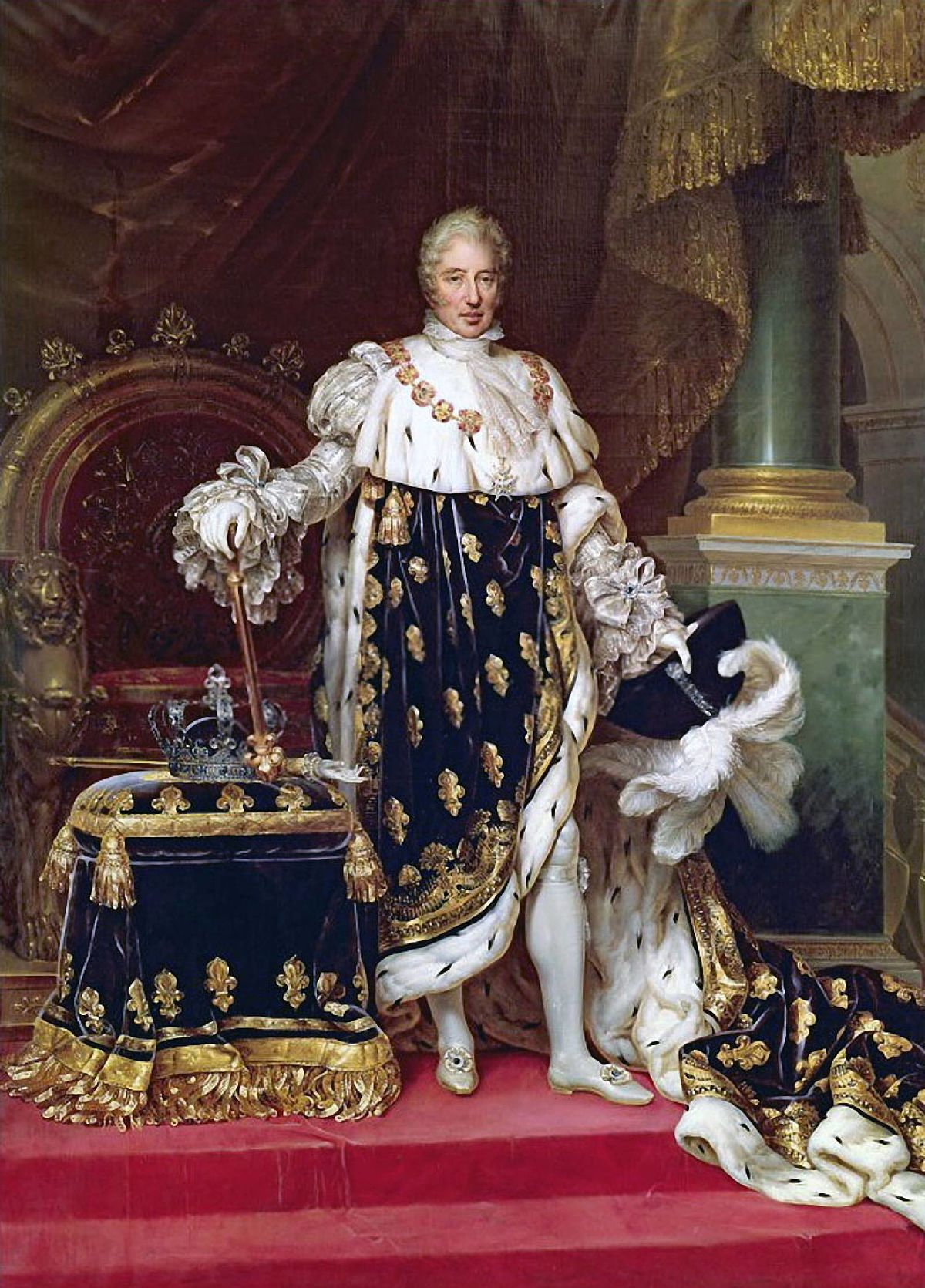
Charles X en costume de sacre ; portrait de Paulin Guérin (1827).

La Restauration est une période riche de musique et d'opéra ; elle connaît une vie intellectuelle, littéraire et artistique animée de nombreux débats, beaucoup plus libres que sous les régimes précédents.
Paris restant la capitale du luxe, la Restauration voit l'épanouissement d'un style de mobilier qui lui est propre, mêlant harmonieusement lignes droites et lignes courbes, avec l'emploi fréquent de bois de placage, tels l'acajou ou le citronnier..

#### Salon des Beaux-Arts
Charles X accentua l'importance qu'il entendait donner aux beaux-arts en instaurant un système d'encouragements, de récompenses et d'acquisition. Des médailles furent accordées à des peintres d'Angleterre (Constable, Bonington, Copley, Fielding), des Pays-Bas (Navez), du Portugal (le chevalier Sequeira) etc. Les artistes étaient publiquement reconnus et la visite du roi garantissait leur prestige social : le roi, accompagné de l'administration des Musées, venait dans les salles d'exposition consacrées aux peintures et se faisait expliquer par le directeur les œuvres les plus remarquables et complimentait leurs auteurs. En 1827, Sosthènes de La Rochefoucauld décida que le salon des Beaux-Arts, événement majeur où les œuvres étaient présentées au roi après une sélection sévère d'un jury, eût lieu tous les ans. La maison du Roi, sur proposition du directeur des Musées, favorisait deux catégories d'artistes : ceux dont la réputation était établie depuis l'Empire, et ceux qui débutaient avec succès.

#### MuséeCharlesX
Charles X est intéressé par les antiquités et veut créer un musée royal. En 1826, le roi décide de créer une division égyptienne au Louvre confiée à Champollion, qui parvint à l'installer au rez-de-chaussée de la Cour carrée. Le roi acheta la collection du chevalier Edme-Antoine Durand (1768-1835) en 1825. Elle comportait, à côté d'antiquités romaines et d'œuvres médiévales, 2 500 objets égyptiens qui lui permettent de créer un musée à son nom. Charles X désigna l'ancien appartement de la reine, au premier étage de l'aile sud, côté cour carrée, pour les recevoir : les neuf nouvelles salles projetées reçurent le nom de musée Charles X. Le roi envoya, en 1824, Jean-François Champollion au musée égyptologique de Turin où il découvrit l'art égyptien. Champollion persuada Charles X d'acquérir la deuxième collection assemblée par Henry Salt, en 1826, pour 10 000 livres (250 000 francs) et qui comprend plus de 4 000 pièces. Champollion fut soutenu par le roi malgré ses opinions républicaines et fut nommé conservateur de la division des monuments égyptiens et orientaux du musée Charles-X le 15 mai 1826. Le roi décida également que des expositions des produits industriels devaient avoir lieu au Louvre chaque année.

#### Musée Dauphin
Charles X décida de regrouper les collections de marine d'un musée naval installé au Louvre en 1827. Celui-ci prend le nom de « musée Dauphin » en l'honneur du dauphin Louis-Antoine, grand amiral de France. À la suite de la victoire navale de Navarin, il fut installé dans les quatre salles du premier étage de l'aile nord du Louvre. Son premier conservateur, Pierre-Amédée Zédé, rassembla les collections navales se trouvant à Paris, au Grand Trianon et dans les salles de sculpture et de modèles des arsenaux. Pierre Zédée fit aussi aménager un atelier de construction et de restauration de modèles au sein du musée.

### Politique étrangère
Deux événements importants marquent la politique étrangère de Charles X :
- l'intervention en faveur de l'indépendance grecque, qui amène la victoire de Navarin (1827) puis l'expédition de Morée (1828), et joue un rôle dans l'affranchissement de la Grèce (1830) à l'égard de l'Empire ottoman ;
- l'expédition d'Alger contre le dey d'Alger, qui fit affront, par un coup d'éventail, en avril 1827, au consul de France, Pierre Deval. Cette expédition, après le blocus du port d'Alger (juin 1827), permet la prise d'Alger (5 juillet 1830) par le maréchal de Bourmont.

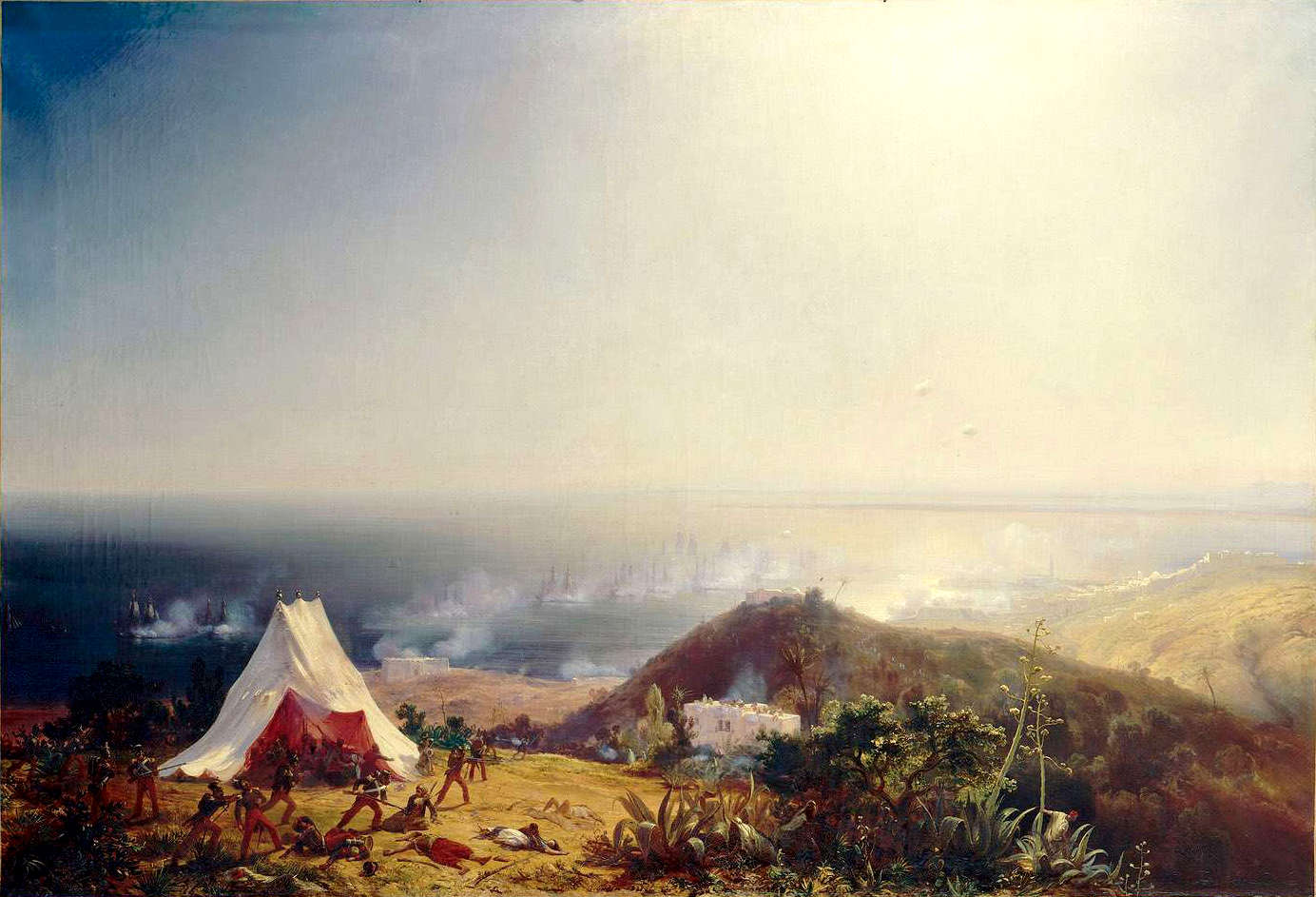
Attaque d'Alger par la mer le 29 juin 1830, au cours de l'expédition d'Alger (œuvre du peintre Théodore Gudin, 1830).

La politique étrangère de Charles X visait à la restauration du prestige international et de la puissance de la France. Mais avant le règne de Charles X, la France révolutionnaire de 1794 est attaquée par les puissances européennes coalisées, et éprouve des difficultés à nourrir sa population et ses soldats, elle est vaincue et appauvrie sous Napoléon et panse ses plaies sous Louis XVIII. Le dey d’Alger Hussein avait offert à la Convention toutes facilités pour faire ses achats de blé et consenti aussi par la suite sous le Directoire un prêt d’argent sans intérêts.
Cette dette, non honorée au fil des régimes successifs, sera à l'origine d'un refroidissement des relations entre le Dey Hussein et le consul de France Pierre Deval (affaire du « coup d'éventail ») ; refroidissement qui, loin de ralentir la volonté de redorer la politique étrangère du roi, servira de prétexte pour intervenir militairement. Il s’agit pour Charles X de redorer son blason en s’illustrant par une conquête aux forts accents patriotiques. À la suite de l'expédition d'Alger puis de la prise d’Alger, en 1830, Louis-Philippe poursuivra cette conquête qui aboutit à l’annexion de l’Algérie au royaume de France en 1834.
Sous le ministère Polignac, d'autres projets allant en ce sens furent élaborés ; ainsi, quand en 1829, l'armée russe marcha sur Andrinople, il fut envisagé d'étendre la France dans le cadre d'une réorganisation européenne consécutive à l'effondrement de l'Empire ottoman. La direction des affaires politiques du ministère des Affaires étrangères dirigée par Charles-Edmond, baron de Boislecomte, rédigea un mémoire approuvé par le Conseil des ministres le 3 septembre 1829 : la France aurait aidé la Russie à s'emparer de territoires ottomans en Asie et Europe, et en échange, aurait récupéré les territoires perdus en Allemagne en 1814 comme Sarrelouis, Sarrebruck et Landau, ainsi que la Belgique et le Luxembourg. La maison d'Orange aurait régné en Constantinople, la Prusse aurait annexé la Hollande et la Saxe, le roi de Saxe aurait régné sur la rive gauche du Rhin,. Le recul russe rendit impossible toute mise en œuvre de ce projet.
La politique étrangère du roi suscite notamment l'admiration de Metternich et son incompréhension face aux événements de 1830 : « C'est au milieu d'une prospérité inouïe, d'une conquête qui a excité l'envie du Royaume-Uni et l'admiration reconnaissante des nations européennes, que le peuple s'est laissé pousser à la rébellion contre son roi. Je comprends les calculs égoïstes des séducteurs, mais non l'insigne niaiserie des innombrables dupes. »
En 1826, le vice-roi en Égypte ottomane Méhémet Ali, offre à Charles X ainsi qu'à l'empereur d'Autriche, François Ier, et au roi du Royaume-Uni, George IV, une girafe. Celle offerte à la France est nommée Zarafa et vivra jusqu'en 1845.
En échange de la reconnaissance de l'indépendance de Haïti, Charles X exige de celle-ci le paiement d'une indemnité de 90 millions de francs or destinés à « dédommager les anciens colons qui réclameront une indemnité ». Haïti se ruine à payer cette indemnité, compromettant sensiblement son développement. Ce n'est qu'en 1952 que cette dette à la France sera totalement soldée. L'économie haïtienne ne s'en est jamais réellement remise.

### Révolution de juillet 1830

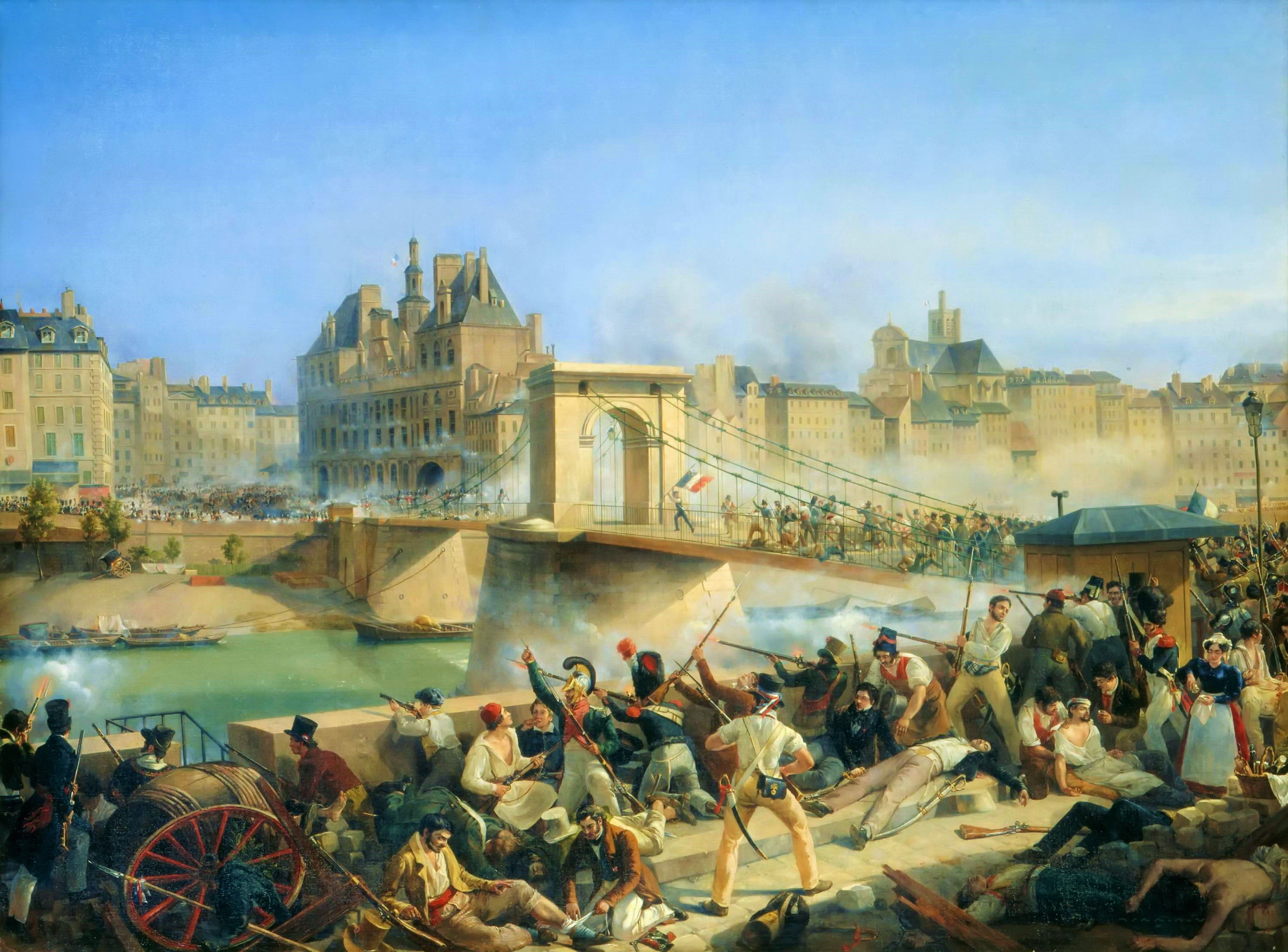
Prise de l'Hôtel de ville de Paris: le Pont d'Arcole, huile sur toile par Amédée Bourgeois, 1831.

La Liberté guidant le peuple par Eugène Delacroix.

Les ordonnances de Saint-Cloud, signées le 25 juillet 1830, sont remises, le soir même, par le garde des sceaux, Chantelauze, au rédacteur en chef du Moniteur afin qu’elles soient publiées au matin du lundi 26. La première ordonnance suspend la liberté de la presse et rétablit la censure et l'autorisation préalable de publication. La deuxième dissout la Chambre qui vient d'être élue. La troisième réduit le corps électoral, déjà très limité, en excluant les commerçants du corps électoral et en limitant celui-ci à une poignée de gros propriétaires fonciers. La quatrième convoque les électeurs pour le mois de septembre. La cinquième enfin nomme des fidèles aux plus hautes fonctions. Les ordonnances sont jugées inconstitutionnelles par leurs opposants, Adolphe Thiers en tête, dans le journal Le National, et excitent immédiatement leur réprobation.
En l'absence du ministre de la guerre, Bourmont, alors à Alger, en l'absence aussi de tout préparatif pour contrer une éventuelle insurrection, Paris se soulève les 27, 28 et 29 juillet : ce sont les Trois Glorieuses de 1830, ou « révolution de Juillet », qui renversent finalement Charles X.
Le 30, Louis-Philippe, duc d'Orléans, est nommé lieutenant général du Royaume par les députés insurgés, poste qu'il accepte le 31. Il s'enveloppe alors d'un drapeau tricolore avec La Fayette et paraît ainsi devant la foule, au balcon de l'hôtel de ville de Paris, le 31 juillet dans l'après-midi.

### Chute et abdication
Le 2 août, Charles X, replié de Saint-Cloud à Rambouillet, abdique et convainc son fils aîné, le dauphin Louis-Antoine, de contresigner l'abdication.
Il confie à son cousin le duc d'Orléans la tâche d'annoncer que son abdication se fait au profit de son petit-fils Henri, duc de Bordeaux, âgé de neuf ans, faisant du duc d'Orléans le régent.
Leur résolution est annoncée dans une lettre du roi déchu au duc d'Orléans :

« Rambouillet, ce 2 août 1830.
Mon cousin, je suis trop profondément peiné des maux qui affligent ou qui pourraient menacer mes peuples pour n’avoir pas cherché un moyen de les prévenir. J’ai donc pris la résolution d’abdiquer la couronne en faveur de mon petit-fils le Duc de Bordeaux. Le Dauphin, qui partage mes sentimens, renonce aussi à ses droits en faveur de son neveu.
Vous aurez donc, en votre qualité de lieutenant général du Royaume, à faire proclamer l’avénement de Henri V à la couronne. Vous prendrez d’ailleurs toutes les mesures qui vous concernent pour régler les formes du gouvernement pendant la minorité du nouveau Roi. Ici je me borne à faire connaître ces dispositions ; c’est un moyen d’éviter encore bien des maux.
Vous communiquerez mes intentions au corps diplomatique, et vous me ferez connaître le plus tôt possible la proclamation par laquelle mon petit-fils sera reconnu Roi sous le nom d'Henri V.
Je charge le lieutenant général vicomte de Foissac-Latour de vous remettre cette lettre. Il a ordre de s’entendre avec vous pour les arrangemens à prendre en faveur des personnes qui m’ont accompagné, ainsi que pour les arrangemens convenables pour ce qui me concerne et le reste de ma famille.
Nous réglerons ensuite les autres mesures qui seront la conséquence du changement de règne.
Je vous renouvelle, mon cousin, l’assurance des sentimens avec lesquels je suis votre affectionné cousin,
Charles
Louis Antoine »

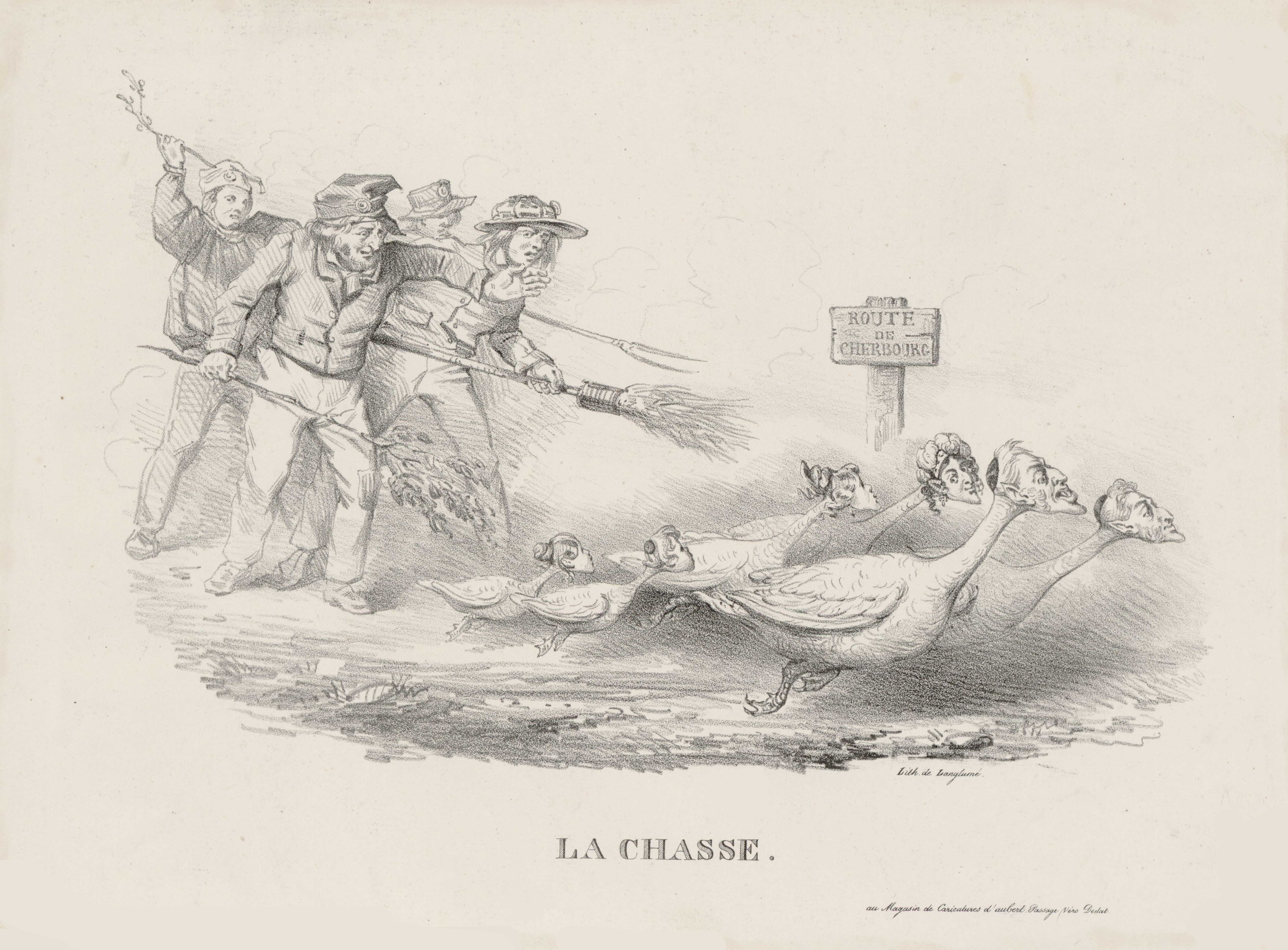
Charles X et la famille royale caricaturés en volaille chassée par les révolutionnaires jusqu'au port de Cherbourg.
Lithographie satirique, 1830.

Il existe une controverse sur l'abdication : Charles X ne peut forcer son fils à renoncer à ses droits, selon les principes de la monarchie héréditaire. Ce dernier s'il avait refusé de contresigner l'abdication de son père, aurait pu conserver la Couronne pour lui-même, se faire reconnaître roi par les députés sous le nom de « Louis XIX » ou « Louis-Antoine Ier », et reprendre en main l'armée et le pays. Mais finalement, il renonce par obéissance ou par faiblesse. D'ailleurs, Charles X sera le roi de France en exil, suivi par son fils Louis XIX jusqu'à sa mort en 1844, puis son neveu Henri V.
Malgré les termes de l'abdication, le duc d'Orléans, au terme de l'hésitation de 1830, prend le pouvoir sous le nom de Louis-Philippe Ier. Le 3 août, en effet, devant les Chambres réunies, il annonce bien l'abdication de Charles X, contresignée par le dauphin… mais ne mentionne pas qu'elle est effectuée en faveur du duc de Bordeaux. Le texte intégral de l'abdication est néanmoins transcrit le 3 août sur le registre de l'état civil de la maison royale, aux archives de la Chambre des pairs, et inséré au Bulletin des lois du 5 août 1830.
Par ailleurs, Charles X interdit à la duchesse de Berry, la mère du duc de Bordeaux, d'emmener son fils à Paris. Pour d'autres sources, Louis-Philippe propose dans la nuit du 6 août 1830 par l'entremise du colonel Craddock, secrétaire de l'ambassade du Royaume-Uni en France que le jeune Henri d'Artois lui soit confié et ramené à Paris pour faire ultérieurement valoir ses droits à la couronne, Charles X hésite et la duchesse de Berry refuse de se séparer de son fils. Jean Jaurès, dans son tome VIII de l'Histoire socialiste de la France contemporaine consacrée au règne de Louis-Philippe parle lui à propos de l'émissaire anglais d'un « colonel Caradec » devenu Lord Howden.
Après un périple à travers la Normandie, le Roi et ses proches, escortés par quelque 1 500 fidèles, embarquent le 16 août 1830 au port militaire de Cherbourg sur le Great Britain, commandé par le capitaine Dumont d'Urville,. C'est alors le début de la monarchie de Juillet.
Les archives de la maison du Roi sous le règne de Charles X sont conservées aux Archives nationales dans la sous-série O/3.

## Exil et dernières années

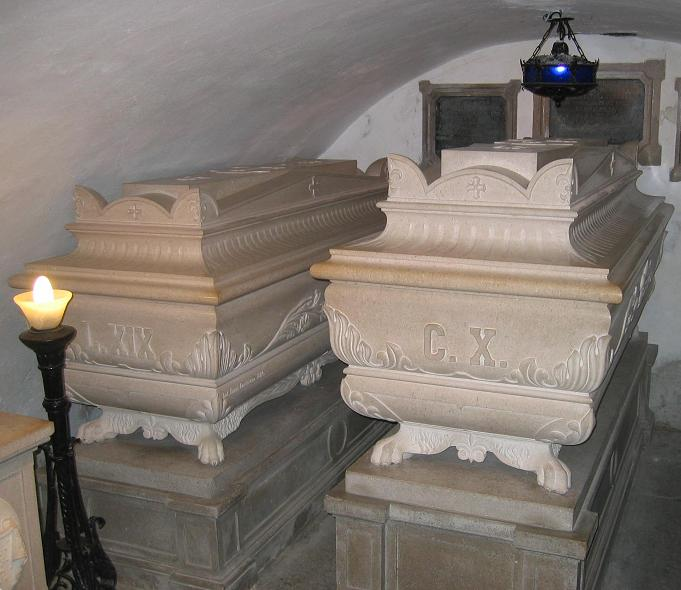
Tombeaux de Charles X et de Louis XIX au couvent de Kostanjevica (Nova Gorica).

### Départ de France
En exil, Charles X prend le titre de courtoisie de comte de Ponthieu, nom d'un ancien comté qui sera donné à une rue de Paris.
À son arrivée en Grande-Bretagne, le roi déchu se retire d'abord, durant quelques semaines, au château de Lulworth, à quelques kilomètres à l'ouest de Bournemouth, dans le Dorset, dans le sud-ouest de l'Angleterre, puis au palais de Holyrood, à Édimbourg, en Écosse, jusqu'en 1832.
Réticent, Charles X ne parvient pas à dissuader sa belle-fille, la duchesse de Berry, d'essayer de faire monter son fils sur le trône en engageant à partir de la fin avril 1832, avec l'aide de Bourmont et d'autres fidèles, un soulèvement dans le midi, puis l'ouest de la France. Ce soulèvement se conclut par un échec, l'arrestation de la princesse, son incarcération au fort de Blaye, puis son expulsion de France en juin 1833.
Grâce à ses bonnes relations avec les Habsbourg-Lorraine, Charles X s'installe avec sa suite en octobre 1832 au château de Prague, puis séjourne aussi, à partir de juillet 1833 à quelques kilomètres de là, au château de Bustehrad. Il reçoit dans ces demeures, entre autres visites, à deux reprises en 1833 celle de Chateaubriand. Au début de 1836, il part pour le château de Kirschberg am Walde, puis à Budweis (actuelle České Budějovice), puis doit fuir la grande épidémie de choléra qui sévit en Bohême et en Autriche.
En octobre 1836, il arrive à Görtz (alors en Autriche), actuelle Gorizia en Italie et Nova Gorica en Slovénie (ville divisée en 1947 par la ligne militaire Morgan), où il est l'hôte du chambellan Ivan Coronini-Cronberg.

### Mort en Autriche
Après s'être confessé et avoir pardonné « de grand cœur » à ses ennemis, l'ancien roi Charles X meurt, des suites du choléra, le 6 novembre 1836 à l'âge de 79 ans, à Görtz, au palais Coronini Cronberg. Il est le seul roi de France capétien à reposer en exil,.

« […] Mme Adélaïde [sœur de Louis-Philippe] mande à M. de Talleyrand que la Cour ne prendra pas le deuil à l'occasion de la mort de Charles X, faute de notification […] (la mort) divise, à Paris, sur tous les points. Chacun y porte le deuil à sa façon, depuis la couleur jusqu'à la laine noire, avec des gradations infinies, et des aigreurs nouvelles à chaque aune de crêpe en moins. Puis, les uns disent le comte de Marnes et Henri V, les autres Louis XIX. Enfin, c'est la tour de Babel ; on n'est même pas d'accord sur la maladie dont Charles X est mort ! […] Il y a eu division sur la question du deuil jusque dans la famille royale actuelle : la Reine, qui l'avait pris spontanément le premier jour, a été très peinée que le Ministère le lui ait fait quitter. Le Cabinet a craint la controverse des journaux […]. »

— duchesse de Dino, de Rochecotte, les 21 et 28 novembre 1836 dans Chronique de 1831 à 1862, Plon, 1909, p. 107 et 108.
Il est inhumé dans une crypte, sous l'église de l'Annonciation du couvent franciscain de Görz (Nova Gorica, Slovénie), où le rejoindront son fils Louis (1844) puis l'épouse de celui-ci, Marie-Thérèse, fille aînée de Louis XVI et de Marie-Antoinette (1851), puis ses petits-enfants, la duchesse de Parme (1864), le comte de Chambord (1883) et son épouse (1886).
À la mort de Charles X, une partie des légitimistes reconnaît pour roi son fils le comte de Marnes, sous le nom de Louis XIX, mais les henriquinquistes, en contradiction avec les lois fondamentales, continuent de soutenir le comte de Chambord, sous le nom d'Henri V, se basant sur l'abdication du 2 août 1830, que Charles X avait signée en faveur de son petit-fils Henri d'Artois.
Pourtant, le fils aîné de Charles X, le dauphin Louis-Antoine, signe une proclamation[réf. souhaitée] dans laquelle, tout en confirmant sa renonciation de 1830, il déclare que « dans les circonstances actuelles », l'intérêt de son neveu exige qu'il soit « chef de la maison de France » et investi de l'autorité royale, sous le nom de Louis XIX et avec le titre de courtoisie de comte de Marnes, jusqu'au jour où « la monarchie légitime sera rétablie » : il transmettrait alors la Couronne à son neveu.
Cette subtilité s'explique par le fait que la mort de Charles X investissant ipso facto le dauphin de la royauté, il suffit de notifier le décès aux cours européennes pour notifier également « l'élévation » au trône du dauphin sous le nom de Louis XIX ; en revanche, la reconnaissance de l'accession au trône d'Henri V implique la notification de l'abdication de 1830, dont on peut redouter que les cours refusent de la recevoir dès lors qu'elles ont toutes (excepté le duché de Modène) reconnu la monarchie de Juillet.

### Tombeau
Charles X est inhumé au monastère franciscain de Nova Gorica (partie est de la ville de Gorizia). La ville entière était autrichienne en 1836, pour devenir austro-hongroise en 1867, puis elle devint italienne, après la Première Guerre mondiale. La partie orientale de Nova Gorica devint, quant à elle, yougoslave après la Seconde Guerre mondiale. Nova Gorica devint enfin slovène après la chute du mur de Berlin et l'indépendance des anciens états yougoslaves. La dépouille de Charles X repose donc depuis juin 1991 en Slovénie.

## Titres et honneurs

Armes de France & de Navarre d'après le dais du trône du sacre de Charles X, Reims, Palais du Tau.

Monogramme de Charles X.

### Titulature
- 9 octobre 1757 - 14 avril 1814 : Son Altesse Royale Charles-Philippe de France, fils de France, comte d'Artois ;
- 14 avril - 2 mai 1814 : Son Altesse Royale Charles-Philippe de France, fils de France, comte d'Artois, lieutenant-général du royaume de France ;
- 8 juillet 1815 - 16 septembre 1824 : Son Altesse Royale Charles-Philippe de France, fils de France, comte d'Artois ;
- 16 septembre 1824 - 2 août 1830 : Sa Majesté le roi de France et de Navarre ;
- 2 août 1830 - 6 novembre 1836 : Son Altesse Royale le comte de Ponthieu.

### Honneurs
- Chevalier puis Grand-Maître des Ordres du Roi (Maison de France - 1 janvier 1771)
- Grand-Croix puis Grand-Maître de l’Ordre royal de la Légion d’Honneur (Restauration - 3 juillet 1816)
- Grand-Croix de l’Ordre royal et militaire de Saint-Louis (Maison de France - 10 juillet 1816)
- Chevalier de l’Ordre de la Jarretière (Royaume-Uni - 9 mars 1825)
- Grand-Croix de l’Ordre de Saint-Étienne de Hongrie (Empire d’Autriche - 1825)
- Chevalier de l’Ordre de l’Éléphant (Danemark - 02 octobre 1824)
- Grand-Croix de l’Ordre militaire de Guillaume (Pays-Bas - 13 mai 1825)
- Chevalier de l’Ordre de l’Aigle Noir (Prusse - 4 octobre 1824)
- Chevalier de l’Ordre de Saint-André (Russie - juin 1815)
- Chevalier de l’Ordre de Saint-Alexandre Nevsky (Russie - juin 1815)
- Chevalier de l’Ordre de la Couronne de Saxe (Saxe - 1827)
- Chevalier de l’Ordre de la Toison d’Or (Espagne - 6 octobre 1761)
- Chevalier de l’Ordre de Saint-Janvier (Royaume des Deux-Siciles)
- Grand-Croix de l’Ordre de Saint-Ferdinand et du Mérite (Royaume des Deux-Siciles)

## Dans la culture populaire

### Dans la caricature

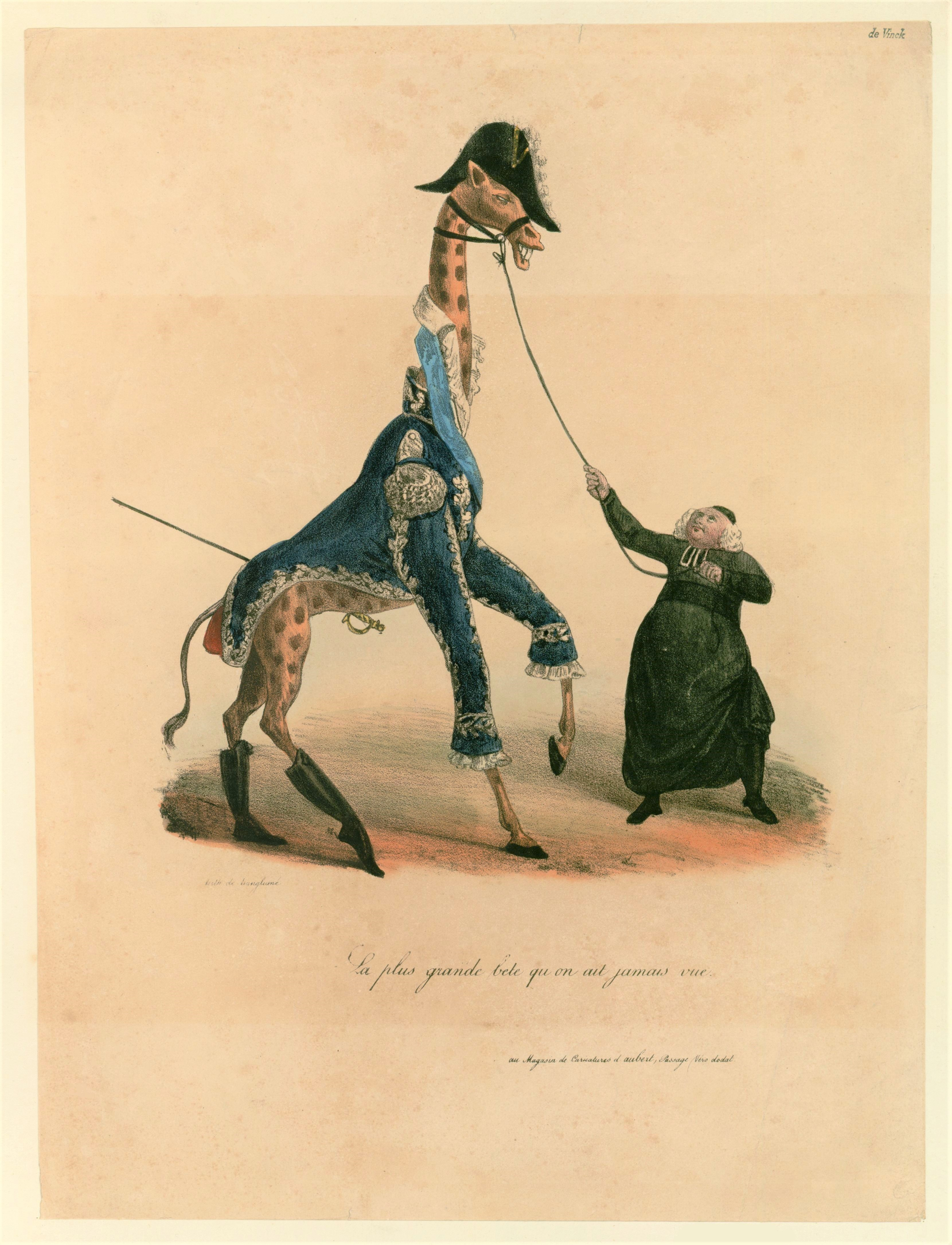
La plus grande bête qu'on ait jamais vue : Charles X caricaturé en girafe, 1830.

Marquant le début de l'âge d'or de la caricature du XIXe siècle, Charles X est, selon les termes d'Annie Duprat, l'objet d'une satire riche et diversifiée dans les premières semaines qui suivent sa chute en 1830. À travers la presse et l'estampe, l'imagerie, d'une grande variété de thèmes et de formes, joue fréquemment sur sa physionomie dégingandée à travers de multiples représentations animales (girafe en référence à Zarafa, âne, dindon, cheval, tigre, chat, canard, paon, lapin, etc.). La bigoterie du roi est rappelée par des éléments du costume. Ses opinions traditionalistes lui valent d'être souvent caricaturé en écrevisse, crustacé qui se déplace en reculant. Sa fuite est également plaisantée, comparée à celle du bey lors de la prise d'Alger par les troupes du maréchal de Bourmont en juillet 1830. Parmi les caricaturistes prolixes, on trouve Lévilly.

### Arts décoratifs
Le nom de Charles X est resté associé à un style dans les arts décoratifs. Ce style reste proche de celui du Premier Empire. Mais ce qui caractérise la courte période de son règne est un regain d'intérêt artistique pour le Moyen Âge et l'essor du style troubadour. De plus, il y existe des changements techniques, on délaisse au fur et à mesure l'usage de l'acajou pour préférer les bois clairs comme le citronnier et l'érable.

### Littérature
Même si elles sont parues avant, certaines œuvres de Chateaubriand comme le Génie du christianisme sont caractéristiques de l'esprit du règne.
Il apparaît dans la série Les Roses de Trianon d'Annie Jay .
Charles X apparaît également dans le poème Le sept août mil huit cent vingt-neuf du recueil Les Rayons et les Ombres (1840) de Victor Hugo.
L'abdication de Charles X est retracée dans le roman historique L'été des quatre rois de Camille Pascal (Plon 2018).

### Théâtre
Le Mariage de Figaro, interdit par Louis XVI, fut joué lors d'une représentation privée au château de Gennevilliers avec pour actrice principale Marie-Antoinette, dans le rôle de la comtesse, et en présence du comte d'Artois.
Plus tard, il fut aussi joué lors d'une représentation au château de Versailles avec pour acteur principal le comte d'Artois dans le rôle de Figaro.

### Cinéma
- 1915 : Grip par Eliot Stannard.
- 1920 : Madame Récamier par Walter Formes.
- 1934 : Wellington, le Duc de Fer par Campbell Gullan.
- 1935 : Cent jours (Hundert Tage) par Carl W. Tetting.
- 1938 :
  - Marie-Antoinette par Reginald Gardiner.
  - Remontons les Champs-Élysées par Robert Seller.
  - La danse sur le volcan (Der Tanz auf dem Vulkan) par Ralph Arthur Roberts.
- 1946 : L'Affaire du collier de la reine par Jacques François.
- 1948 : Le diable boiteux par Maurice Teynac.
- 1955 : Napoléon par Jean-Marie Robain.
- 1956 : Marie-Antoinette reine de France par Frédéric Valmain.
- 1968 : Le Chevalier à la rose rouge par Jacques Castelot.
- 1970 : Waterloo par Aldo Cecconi.
- 2006 : Marie-Antoinette par Al Weaver.
- 2012 :
  - Zarafa de Rémi Bezançon et Jean-Christophe Lie, par Roger Dumas.
  - Les Adieux à la reine de Benoît Jacquot par Francis Leplay.

### Télévision
- 1957 : L'énigme de Marie-Stella d'André Castelot et Alain Decaux : joué par Jacques Couturier.
- 1970 : Der Polizeiminister Joseph Fouché, 1759-1820 par Alexander Hegarth.
- 1971 : Les Nouvelles Aventures de Vidocq par Marcel Charvey.
- 1972 : Talleyrand ou Le sphinx incompris par Robert Party.
- 1975 : Marie-Antoinette de Guy-André Lefranc par Joël Felzines.
- 1989 :
  - L'été de la révolution par Hervé Bellon.
  - La Comtesse de Charny par Marion Sarraut par Gwen Lebret.
- 2002 : La bataille d'Hernani par Jacques Dacqmine.
- 2006 : Marie-Antoinette: La veritable histoire par Thierry Bourdon et Vincent-Guillaume Otis.
- 2010 : Chateaubriand par Tomas Hanak.
- 2011 : Louis XVI, l'homme qui ne voulait pas être roi par Thierry Binisti.
- 2023 - 2024 : La Guerre des trônes : La Véritable Histoire de l'Europe (Saison 7 et Saison 8). Charles X y est interprété par Romain Deroo.